# Lionel Messi
Lionel Andrés Messi Cuccitini (* 24. června 1987, Rosario) je argentinský fotbalista, hrající za americký klub Inter Miami CF a Argentinu. Je mistrem světa, dvojnásobným mistrem Jižní Ameriky, osminásobným držitelem ceny Zlatý míč (případně Zlatý míč FIFA) a šestinásobným držitelem Zlaté kopačky.
Rekordně sedmkrát získal cenu Trofeo Pichichi pro nejlepšího střelce španělské ligy.
V dresu Barcelony získal 34 klubových trofejí včetně 10 titulů španělského ligového mistra a čtyř triumfů v Lize mistrů UEFA (platné k únoru 2021).
V profesionální kariéře odehrál více než 1000 zápasů.
V sezóně 2011/12 nastřílel ve španělské lize rekordních 50 gólů a ve všech soutěžích též vstřelil rekordních 73 gólů. Vstřelil nejvíce gólů v jednom utkání hlavní fáze Ligy mistrů UEFA, v odvetě osmifinále LM 2011/12 odehraného 7. března 2012 proti Bayeru Leverkusen nastřílel 5 gólů (Barcelona zvítězila 7:1 a postoupila dál).

V listopadu 2014 překonal Raúla v počtu gólů (71) vstřelených v hlavní fázi Ligy mistrů, později byl ale sám překonán svým kariérním rivalem Cristianem Ronaldem, který je první se 134 góly, druhý je právě Messi se 118 góly (platné k únoru 2021).
V průběhu prosince 2012 překonal po dosažení 86. branky předchozí světový rekord německého útočníka Gerda Müllera z roku 1972 v počtu gólů nastřílených za kalendářní rok a do konce roku tuto porci navýšil na 91 branek.
Současně Messi 9. prosince 2012 překonal rekord historicky nejlepšího střelce Barcelony Césara Rodrígueze, který v letech 1939–1955 nastřílel 190 gólů. V utkání proti Seville docílil hranici 191 gólů, přičemž někteří statistikové uvedli, že vstřelil za FC Barcelona dokonce 192 branek.
Dne 22. listopadu 2014 vstřelil hattrick v ligovém zápase proti Sevilla FC, čímž docílil 253. branky v Primera División a stal se historicky nejlepším střelcem nejvyšší španělské ligy (překonal 251 gólů Telmo Zarry z roku 1955). Začátkem prosince 2014 překonal hranici 400 gólů v dresu FC Barcelona ve všech zápasech (včetně přípravných).
Na konci ledna roku 2021 vstřelil Messi 650. soutěžní gól za Barcelonu.
V červnu 2020 vsítil Messi svůj 700. gól profesionální kariéry.
V prosinci 2020 překonal Pelého jakožto fotbalista s nejvíce góly za jeden klub.
Zároveň je historicky nejlepším střelcem El Clásica (derby proti Realu Madrid, 26 gólů) a Derbi barceloní (derby proti Espanyolu Barcelona, 25 gólů).
S národním mužstvem vyhrál jako kapitán v roce 2022 mistrovství světa a v letech 2021 a 2024 mistrovství Jižní Ameriky (Copa América). Čtyřikrát dosáhl turnajového finále – v roce 2014 na Mistrovství světa a v letech 2007, 2015 a 2016 na Copa América. V roce 2021 zaznamenal první reprezentační úspěch (vyjma zlaté medaile z Olympijských her v Pekingu v roce 2008), když Argentina na Copa America ve finále porazila pořadatele Brazílii. Celkově odehrál přes 150 reprezentačních zápasů a vstřelil 76 gólů, což jej činí historicky nejlepším střelcem své země.
5. května 2024 Messi se stal prvním hráčem v historii, který zaznamenal rekord 5 asistencí a 1 gól v jednom zápase.
Profesionální kariéru měl do roku 2021 celou spojenou se španělským (katalánským) klubem FC Barcelona, kde působil přes 20 let.

## Klubová kariéra

### Začátky
S fotbalem začal v pěti letech, kdy začal hrát s týmem Grandoli, kde trénoval jeho otec. V roce 1995 začal působit v CA Newell's Old Boys. V jedenácti mu byl diagnostikován nedostatek růstových hormonů. Tehdy o něj projevil zájem CA River Plate, ale Messiho rodiče tehdy neměli peníze, aby platili synovu léčbu. Carles Rexach, tehdejší ředitel týmu FC Barcelona, nabídl Messimu kontrakt včetně zaplacení celé léčby a přestěhování do Španělska.

### FC Barcelona
Během podzimu 2003 a jara 2004 stoupal vzhůru mládežnickými výběry Barcelony od B-týmu a A-týmu hráčů do 19 let, přes Barcelonu C (ve čtvrté lize) až po Barcelonu B (ve třetí lize). Progresu si všimli vysoce postavení kluboví činitelé, ti jej nominovali na přátelský zápas proti FC Porto 16. listopadu 2003 při příležitosti otevření stadionu Estádio do Dragão. Messi debutoval ve věku 16 let a 145 dní.
Za čtvrtoligový barcelonský C-tým (Barça C) prvně nastoupil 29. listopadu a odehrál 90 minut proti klubu Europa, stejně jako ve druhém zápase proti Vilassaru de Mar. Ani při jedné ze dvou výher 2:1 neskóroval, ve třetím zápase proti Gramenetu „B“ však soupeře pokořil hattrickem při výhře 3:2. Po 11 zápasech v tomto výběru se přesunul k „béčku“ (Barça B). Při své premiéře 6. března 2004 hrál od začátku do konce vítězného zápasu 1:0 s Mataró. V závěru sezóny střídal výběry a s B-týmem hráčů do 19 let vyhrál ligovou soutěž.
V říjnu 2004 měl Messi svůj oficiální debutový zápas za A tým Barcelony proti RCD Espanyol a stal se tak třetím nejmladším hráčem v dresu Barcelony. 1. května 2005 vstřelil za Barcelonu svůj první gól proti týmu Albacete Balompié. Bylo mu tehdy 17 let, 10 měsíců a 7 dnů a stal se nejmladším střelcem v dresu Barcelony.

#### Sezóna 2005/06
Od roku 2005 začal být srovnáván s Diegem Maradonou, jedním z nejlepších fotbalistů všech dob. 27. června 2005 podepsal kontrakt s Barcelonou až do roku 2010 s klauzulí, že při případném odchodu musí dostat Barcelona odstupné 150 milionů eur. V roce 2010 se nechala Barcelona slyšet, že neuvolní Messiho, pokud jí nějaký tým nedá 6 000 000 000 Kč (240 mil. eur), což by znamenalo rozpočet Barcelony na dalších 5 let.
V září 2005 pouhé tři měsíce po uzavření nového kontraktu, oznámila FC Barcelona, že s hráčem uzavřela novou smlouvu. Ta mu zaručovala vyšší plat a také působení v Barceloně až do roku 2014.
25. září 2005 přijal španělské státní občanství a začal splňovat tak kvótu pro hráče Evropské unie. V roce 2005 získal rovněž ocenění Golden Boy, které uděluje italský sportovní deník Tuttosport ve spolupráci s dalšími evropskými novinami vítězi hlasování o nejlepšího hráče do 21 let působícího v některé z evropských nejvyšších fotbalových lig.
Jeho temperament pomohl Barceloně k vítězství nad Chelsea nebo Realem Madrid v Lize mistrů UEFA, ale klubová sezóna pro něj skončila předčasně 7. března 2006, kdy si přetrhal stehenní sval v pravé noze během druhého zápasu s Chelsea.

#### Sezóna 2006/07
Od začátku listopadu laboroval se zlomenou nártní kostí, do hry se vrátil v únoru. 18. dubna napodobil svého slavnějšího krajana Diega Maradonu, když v zápase domácího poháru proti Getafe CF obehrál pět hráčů soupeře, brankáře a rozvlnil síť. Maradonu napodobil i v závěru ligového ročníku. V utkání proti Espanyolu Barcelona Messi evidentně dopravil do sítě míč rukou, stejně jako Maradona na MS 1986 proti Anglii.
Sezónu ukončil s bilancí 14 branek v 23 zápasech.

#### Sezóna 2007/08

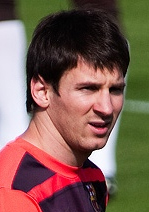
Messi v roce 2009

První polovina sezony byla pro něj velice vydařená. Byl nominován na FIFPro World XI Player Award v kategorii útočník. V online průzkumu deníku Marca ho lidé 77% hlasů považovali za nejlepšího hráče světa.
4. března si v zápase Ligy mistrů proti skotskému Celticu přivodil svalové poranění stehna. Tento typ poranění jej zbrzdil již poněkolikáté. V sezóně 2007/08 nastoupil za katalánský klub 40krát, 16krát se mu podařilo vsítit a 13krát přihrát na gól.

#### Sezóna 2009/10
V domácí odvetě čtvrtfinále Ligy mistrů UEFA proti Arsenalu 6. dubna čtyřmi góly rozhodl o výhře Barcelony po výsledku 4:1 a postupu do semifinále. Trenér Arsenalu Arsène Wenger jej označil za „fotbalistu z PlayStationu“ a další superlativa přicházela od jiných fotbalových odborníků a médií (katalánský deník Sport Messiho označil za „Picassa fotbalu“).
Barcelona v semifinále nestačila na pozdějšího vítěze Inter Milán trenéra Josého Mourinha. Messi se stal s osmi góly (za 11 zápasů) nejlepším střelcem této soutěže a navázal na vlastní prvenství ze sezóny předchozí.
Závěrečné 38. kolo španělské La Ligy mělo rozhodnout o ligovém mistrovi. Messiho dva góly 16. května do sítě Realu Valladolid při výhře 4:0 poslaly titul do Katalánska na úkor madridského Realu, který skončil bez jakékoli trofeje.
Messi dosáhl 34 gólů v La Lize, získal za to trofej Pichichi a srovnal klubový rekord daný brazilským útočníkem Ronaldem v sezóně 1996/97.
Za sezónu vstřelil celkem 47 gólů a srovnal další klubový rekord brazilského Ronalda.

#### Sezóna 2010/11
Barcelona zahájila sezónu dvojzápasem proti Seville v rámci Španělského superpoháru. Messi v odvetě vstřelil tři góly a hattrickem pomohl dohnat manko z prvního duelu, který skončil porážkou 1:3. Barcelona v srpnu získala první trofej po výhře 4:0 (v souhrnu 5:3).
Barcelonu po roce opustil Zlatan Ibrahimović a Messi načal spolupráci s nově příchozím útočníkem Davidem Villou, kterému dvakrát asistoval na gól v podzimním El Clásicu s Real Madrid. Španělský rival s novým trenérem Josém Mourinhem utrpěl v listopadu 2010 na Camp Nou porážku 0:5.
V lednu Messi obdržel cenu Zlatý míč FIFA, sloučení dvou prestižních individuálních cen, cenu tak získal v konkurenci svých spoluhráčů Andrése Iniesty a Xaviho, vítězů Mistrovství světa 2010.
V souboji s Atléticem Madrid 5. února 2011 vsítil hattrick a vybojoval Barceloně domácí výhru 3:0. Zpečetil tak klubu rekordní sérii 16 výher ve španělské La Lize v řadě.
Na konci dubna zařídil Messi výhru 2:0 na půdě Realu Madrid v prvním vzájemném zápase semifinále Ligy mistrů. Před druhým gólem obešel tři protihráče a posléze přesně zakončil.
V odvetě se Messi neprosadil, tým ale po domácí remíze 1:1 dokráčel do finále.
Finále se konalo na anglické půdě stadionu Wembley dne 28. května a byl to Messi, kdo byl ve středu dění. Argentinec za nerozhodného stavu vstřelil gól na 2:1, Barcelona vyhrála nakonec výsledkem 3:1. Podle expertů byl mužem zápasu a soupeř – Manchester United – jej nedokázal omezovat ve hře.
Potřetí za sebou se stal nejlepším střelcem soutěže, jeho 12 gólů dorovnalo dosavadní rekord bývalého fotbalisty United, útočníka Ruuda van Nistelrooye.

#### Sezóna 2011/12
Messi v srpnu započal sezónu ziskem Španělského superpoháru proti Realu Madrid (dva zápasy) a Evropského superpoháru proti Portu (jeden zápas) a v každém z těchto tří zápasů zaznamenal po gólu a asistenci (v odvetě proti Realu Madrid dal ještě o gól navíc).
Ve čtvrtém skupinovém zápase 1. listopadu v Lize mistrů proti Viktorii Plzeň vstřelil hattrick při výhře 4:0 a prvním z gólů dosáhl na svoji druhou stovku gólů za Barcelonu.
V průběhu prosince se Messi podílel na úspěchů na Mistrovství světa klubů, když svými dvěma góly ve finále proti Santosu podpořil výhru 4:0 nad brazilským klubem. Messi, finálová hvězda, navíc obdržel cenu pro nejužitečnějšího hráče turnaje.
V lednu se stal potřetí za sebou držitelem Zlatého míče FIFA.
Stal se prvním hráčem po Michelu Platinim, který cenu obdržel třikrát za sebou a teprve čtvrtým se třemi těmito cenami celkově. Vedle Platiniho se to podařilo také Johanu Cruyffovi a Marcu van Bastenovi.
Mimo to už v srpnu 2011 obdržel cenu pro nejlepšího hráče Evropy dle UEFA.
V domácí odvetě osmifinále Ligy mistrů 7. března proti Leverkusenu vstřelil jako první hráč v jednom zápase této soutěže pět gólů.
Ve 24 letech se stal nejlepším střelcem Barcelony v její klubové historii, když překonal Césara Rodrígueze. Předchůdce překonal v ligovém zápase proti Granadě 20. března, kdy vstřelil tři góly, mimo jiné jeho 18. hattrick v kariéře.

#### Sezóna 2012/13
Dne 9. prosince 2012 po dosažení 86. branky překonal o gól předchozí světový rekord německého útočníka Gerda Müllera z roku 1972 v počtu gólů nastřílených za kalendářní rok (dosáhl toho v utkání La Ligy proti Betisu Sevilla). V dresu Barcelony dal 74 gólů, dalších 12 pak za argentinskou reprezentaci. Rekord zpochybnil zambijský fotbalový svaz a brazilský fotbalový klub CR Flamengo. Zambijský fotbalový svaz tvrdil, že zambijský hráč Godfrey Chitalu si v roce 1972 údajně připsal 107 gólů. Flamengo zase upozorňovalo, že jeho hráč Zico dal v roce 1979 celkem 89 gólů. FIFA se vyjádřila, že góly zambijského fotbalisty nelze ověřit a tak Messiho rekord zůstává v platnosti. Celkem Messi vstřelil za rok 2012 91 gólů a překonal tak předchozí rekord Gerda Müllera o 6 branek.
Dne 7. ledna 2013 získal čtvrtý Zlatý míč.
V prvním zápase semifinále Ligy mistrů 2012/13 23. dubna 2013 byl u prohry 0:4 s Bayernem Mnichov. Nastoupil do utkání, ačkoli nebyl zdravotně stoprocentně fit. Taktika soupeře ale dokázala jeho přednosti na hřišti dokonale eliminovat.
Ve 33. kole La Ligy 2012/13 27. dubna 2013 se jedním gólem podílel na remíze 2:2 s Bilbaem. Sezóna skončila úspěšně, po vyřazení v semifinále Ligy mistrů Bayernem Mnichov (0:4 a 0:3) získal Messi se svými spoluhráči titul ve španělské lize.

#### Sezóna 2013/14

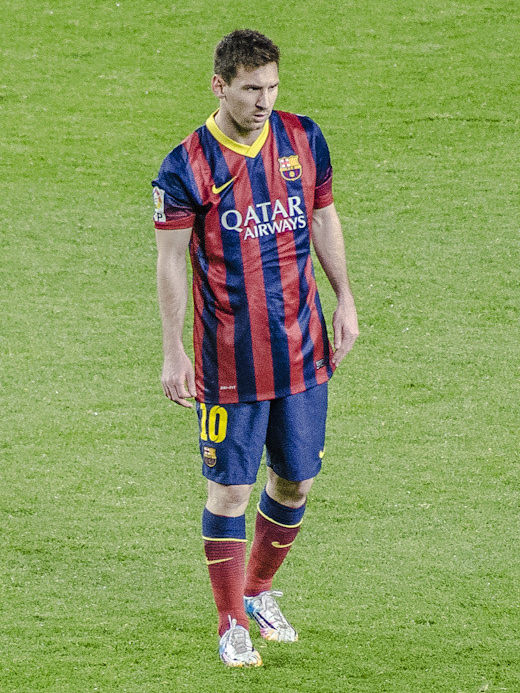
Lionel Messi v zápase proti Almerii 2. března 2014

Trénování týmu nově převzal Gerardo Martino, který vystřídal Tita Vilanovu. Na konci srpna sehrála Barcelona dvojutkání o Španělský superpohár. První zápas skončil remízou 1:1 na půdě Atlétika Madrid, Messi zde však odehrál jen první poločas a kvůli zranění druhý vynechal.
Druhý zápas dopadl nerozhodně 0:0, přičemž Messi neproměnil penaltu, když míčem orazítkoval břevno. Barcelona však díky pravidlu venkovních gólů triumfovala.
V listopadu obdržel potřetí Zlatou kopačku pro nejlepšího střelce evropských ligových soutěží za předchozí sezónu. To skóroval ve 46 případech, mimo to se stal prvním hráčem, co toto ocenění získal potřetí.
Messiho zdravotní stav ale vyvolával otázky, jeho opakované problémy s hamstringy jej omezovaly v celém roce 2013, načež se v listopadu vydal do rodné Argentiny a svěřil se do rukou lékaře Luise Garcíi namísto lékaře zaměstnaného klubem.
V lednu 2014 skončil druhý v anketě udělující Zlatý míč FIFA, vítězem se stal Cristiano Ronaldo. Messi tímto přišel o možnost získat Zlatý míč popáté za sebou.
Proti Levante 22. ledna pak zasáhl do svého 400. utkání v Barceloně.

#### Sezóna 2014/15
Přes letní účast na Mistrovství světa v Brazílii, kam došel s Argentinou do finále, a vzdor svalovým potížím v minulé sezóně, zahájil Messi sezónu 2014/15 pod novým koučem Luisem Enriquem bez obtíží, tedy ve fyzické i duševní kondici.
Proti Seville vstřelil 22. listopadu 2015 svůj další kariérní hattrick a podnítil výhru 5:1 nad týmem z Andalusie. Dosažením 253 gólů ve španělské La Lize definitivně překonal dosavadního nejproduktivnějšího střelce Telma Zarru, jehož konto 251 gólů bylo nepřekonáno od roku 1955.
Ještě v témže měsíci 25. listopadu se stal nejlepším střelcem Ligy mistrů UEFA (nepočítaje kvalifikační část), překonal 71 gólů Raúla.
Proti Espanyolu v katalánském derby 7. prosince též vstřelil hattrick a pomohl vyhrát 5:1, ačkoliv skóre otevřel soupeř. Barcelona se tak držela v souboji o první příčku poblíž Realu a Atlética Madrid.
Mimo jiné se stal historicky nejlepším střelcem Derbi barceloní s 12 góly, překonal Césara Rodrígueze.
Na začátku následujícího roku se v rámci ceny Zlatý míč FIFA opět – stejně jako předchozí rok – umístil druhý za Cristianem Ronaldem.
Poměry v klubu nebyly ideální a Barcelona směřovala k dalším neúspěchům.
Klub opustil sportovní ředitel Andoni Zubizarreta i Carles Puyol, v minulosti oba hráči katalánského týmu. Messi a trenér Enrique měli rozepře,
dokonce se objevily spekulace o Messiho možném odchodu.

Změna ale nastala s lednovým zápasem proti Atléticu Madrid, obhájcem titulu a nepříjemným soupeřem, kterého Barcelona v předchozí sezóně ani v jednom ze šesti zápasů neporazila. Útočný trojzubec Neymar–Suárez–Messi se ale postaral o vítězství 3:1 a každý z hvězdného tria se gólově prosadil.
V polovině února si Messi připsal hattrick proti Levante při výhře 5:0, jeho 23. soutěžní hattrick a navíc ve pro Messiho 300. utkání v La Lize. V tomto utkání zlomil rovněž rekord v počtu asistencí – ta na úvodní Neymarův gól byla v pořadí Argentincova 106. asistence ve španělské lize.
Na začátku března v La Lize proti Rayo Vallecano zvítězila Barcelona 6:1, Messi mezitím třemi góly zaznamenal svůj další 32. hattrick ve španělských soutěžích a překonal tak Telma Zarru. Šestou sezónu za sebou se Messi dostal na hranici 40 a více vstřelených gólů, dále dosáhl 30 ligových gólů za sezónu a přispěl k návratu na první místo v tabulce poprvé od listopadu v roce předchozím, poté, co hráči Realu Madrid zaváhali.
Semifinále Ligy mistrů jej postavil proti jeho bývalému trenérovi Josepu Guardiolovi, který převzal Bayern Mnichov. Ani on nedokázal připravit své svěřence a ti nezabránili Messiho gólům, které dopravili katalánský klub do finále.
Sólovým průnikem zakončeným gólem otevřel skóre ve finále domácího poháru 30. května proti Athleticu Bilbao, později přidal ještě druhý gól a pomohl vyhrát poměrem 3:1. Barcelona zpečetila zisk double a k tomu ji čekalo finále Ligu mistrů.
Na Olympijském stadionu v Berlíně 6. června navázala Messiho Barcelona na treble ze sezóny 2008/09 a stala se prvním klubem, kterému se tento počin podařil. Messi se podílel na akcích vedoucích ke gólům Suáreze a Neymara a pomohl vyhrát nad Juventusem 3:1.

#### Sezóna 2015/16

Lionel Messi v souboji s dalším Argentincem Éverem Banegou v srpnovém Superpoháru UEFA 2015

Messi začal sezónu 2015/16 utkáním proti Seville v rámci Superpoháru UEFA. Barcelona vyhrála 5:4 v prodloužení díky dvěma Messiho gólům po základní hrací době. Stalo se to vůbec poprvé, že dal Messi v jednom zápase dva góly z přímého kopu.
Proti AS Řím 16. září se stal nejmladším hráčem se 100 zápasy v Lize mistrů UEFA. Gól ani asistenci si nepřipsal a Barcelona s Římem remizovala 1:1.
Od konce září chyběl kvůli poraněným kolenním vazům a zápas proti Realu Madrid venku 21. listopadu začal na lavičce mezi náhradníky. Kouč Luis Enrique jej poslal do zápasu v jeho průběhu a Messi se zapojil do akce vedoucí ke druhému gólu Suáreze. Barcelona porazila Real Madrid na Santiago Bernabéu poměrem 4:0.
Během prosince se Barcelona zúčastnila Mistrovství světa klubů v Jokohamě v Japonsku. Messi vynechal semifinále proti čínskému Kuang-čou Evergrande kvůli potížím s ledvinami, i bez něj ale Barcelona vyhrála 3:0. Ve finále proti argentinskému River Plate otevřel skóre a dovedl tým k opětovné výhře 3:0 nad vítězem jihoamerického Poháru osvoboditelů.
Proti Betisu Sevilla 30. prosince odehrál 500. utkání za katalánský klub a toto jubileum oslavil vstřelením gólu při výhře 4:0.
Messi obdržel 11. ledna v Curychu cenu Zlatý míč FIFA popáté v kariéře (naposledy v roce 2012) a v hlasování porazil jak Cristiana Ronalda, tak Neymara.
Do branky Valencie dopravil v prvním utkání semifinále domácího poháru tři góly a proti Valencii zaznamenal hattrick v součtu již počtvrté, Barcelona vyhrála 7:0. Mimo jiné dosáhl mety 500 gólů v kariéře (435 za Barcelonu a 65 za Argentinu).
V polovině února se Messi, Suárez a Neymar postavili mužstvu Celty Vigo a vyhráli tento domácí ligový zápas 6:1.
Messi otevřel skóre z přímého kopu a jediný gól jej dělil od milníku 300 ligových gólů v Primera División. V 81. minutě se mu naskytla příležitost vsítit gól z penalty, Messi ale překvapivě (a poněkud kontroverzně) nahrál doprava na třetí gól Suáreze na 4:1. Diváci na Camp Nou vzápětí skandovali Messiho jméno (navzdory hattricku Suáreze) oslavujíce „dotek génia“, mezitím dopravili do sítě zbývající góly Rakitić a též Neymar. Neobvyklé zahrání penalty vzbudilo mediální ohlas, někteří v tom viděli hold Johanu Cruijffovi, který v této době onemocněl rakovinou a podobné zahrání penalty provedl během své hráčské kariéry. Fotbalisté Celty Vigo včetně obránce Gustava Cabrala ani jejich trenér Eduardo Berizzo v zahrání penalty neviděli nerespekt k soupeři. Jiní pozorovatelé a média však penaltu kritizovali.
Onen 300. ligový gól vstřelil do sítě Gijónu při venkovní výhře 3:1.
Následně Messi čelil Arsenalu v prvním klání osmifinále Ligy mistrů. Ačkoliv se Arsenal 70 minut úspěšně bránil, protiútok Barcelony vyústil v Messiho gól a později Argentinec z penalty zaznamenal ještě druhý, poté, co jej fauloval středopolař Mathieu Flamini, jiné góly již nepadly.
Proti Realu Madrid vyšel v prohraném zápase střelecky naprázdno a stejně tomu bylo i ve čtvrtfinále Ligy mistrů s Atléticem Madrid.
Na začátku dubna se trefil proti Valencii a dosáhl 500. gólu v profesionální kariéře, jenže Barcelona doma 1:2 prohrála.
Messiho přihrávky gólově v prodloužení zužitkovalo duo Jordi Alba a Neymar ve finále domácího poháru proti Seville 22. května 2016. Po výhře 2:0 Barcelona oslavila double, když navázala na ligový triumf z předchozího týdne.
Útočné trio MSN v sezóně vstřelilo 131 gólů a vylepšilo svůj rekordní počin 122 gólů ze sezóny předtím.

#### Sezóna 2016/17

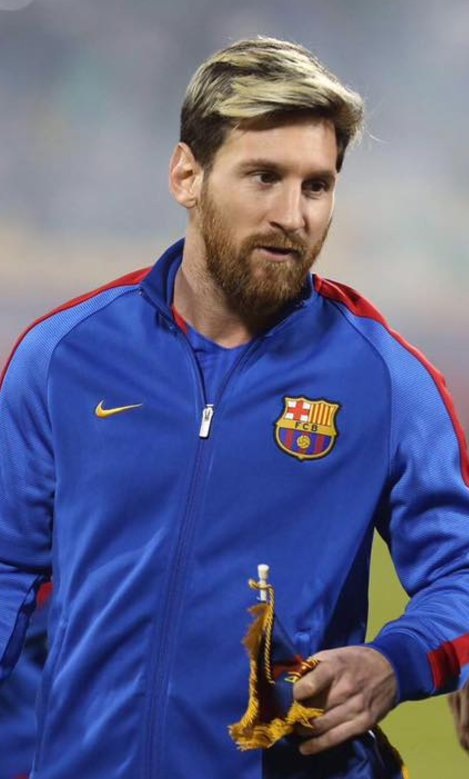
Messi v roce 2016 před přátelským zápasem proti Al-Ahlí FC

Zranění Andrése Iniesty na začátku sezóny 2016/17 znamenalo, že do utkání španělského superpoháru vedl mužstvo jako kapitán a poprvé jako kapitán tuto trofej i získal.
Přestože byl Messi v úvodním utkání hlídaný protihráči Sevilly, dokázal přihrávkou najít Munira, jehož gól pojistil konečné vítězství 2:0.
Odveta skončila výhrou Barcelony 3:0 díky dvěma gólům Ardy Turana a jedním gólem Messiho, který navíc Turanovi po kombinaci s Andrém Gomesem přihrál na druhý gól.
Ligu mistrů zahájila Barcelona 13. září na Celtic Parku a Messi se uvedl třemi góly při výhře 7:0.
Byl to jeho šestý hattrick v této soutěži, nikomu jinému se to nepodařilo.
V září se Messi zranil v průběhu utkání s Atléticem Madrid, které nakonec skončilo nerozhodně 1:1. Problém s třísly jej měl připravit o fotbal pro následující tři týdny.
Na hřiště se měl vrátit dne 15. října při utkání La Ligy proti Deportivu La Coruña a tak se také stalo. Trenér jej vyslal do utkání a Messi vstřelil gól o tři minuty později, podpořil tak výhru 4:0.
Pár dní nato se postavil se spoluhráči jejich bývalému kouči Josepu „Pepu“ Guardiolovi na Camp Nou. Messi proti Manchesteru City vstřelil rovnou tři góly a svým 37. klubovým hattrickem pomohl vyhrát 4:1 v zápase skupiny Ligy mistrů.
Na půdě ManCity naopak Barcelona neodvrátila porážku 1:3. Messi otevřel skóre utkání a vstřelil svůj 54. gól ve skupině Ligy mistrů, čímž překonal španělského útočníka Raúla.
Messi stanul na vrcholu žebříčku nejvíce gólových hráčů napříč pěti elitními evropskými ligami za rok 2016 a s 51 góly předběhl jak Zlatana Ibrahimoviće, tak Cristiana Ronalda.
Ocenění pro Nejlepšího fotbalistu roku podle FIFA 9. ledna 2017 nezískal a skončil druhý za Cristianem Ronaldem.
Trojice MSN – Messi, Suárez, Neymar – zařídila 12. ledna vítězství 3:1 ve čtvrtfinále Copy del Rey proti Athleticu Bilbao, každý z útočníků vstřelil po gólu. Ten Messiho z přímého kopu byl jeho 26. gól z této herní situace za Barcelonu – dorovnal tím i legendu Barcelony Ronalda Koemana, nizozemského obránce a specialistu na přímé kopy.
Messiho gól do sítě Las Palmas podepřel lednovou výhru 5:0 a vyrovnal rekord Raúla v počtu prvoligových týmů (oba 35), proti kterým v La Lize skóroval.
Diváci domácího ligového zápasu proti baskickému Athleticu byli svědkem výhry 3:0, během které byl definitivně překonán Koemanův rekord v počtu gólů z přímých kopů. Messiho 27. gólu z „přímáku“ pomohl kiks brankáře Gorky Iraizoze.
Proti Realu Madrid v derby konaném 23. dubna dvěma góly k výhře 3:2 venku. Svým druhým gólem do sítě Keylora Navase dosáhl mety 500 gólů za Barcelonu.
Finále domácího poháru si zahrál 27. května proti Deportivu Alavés, ve kterém ve 30. minutě otevřel skóre svým 54. gólem v sezóně, později ještě přihrál na gól Paco Alcácerovi. Vítězné finále dopadlo nakonec výsledkem 3:1, pro Barcelonu to byla určitá náplast za neúspěch v Primeře División, kterou opanoval Real Madrid.
Po skončení sezóny byl odměněn Zlatou kopačkou za 37 gólů v rámci La Ligy, neboť byl nejlepším střelcem napříč evropskými ligovými soutěžemi. Tuto cenu získal počtvrté (naposledy v roce 2013) a vyrovnal tak Cristiana Ronalda.

#### Sezóna 2017/18
Na úvod sezóny se gólově prosadil z penalty proti Realu Madrid v srpnovém utkání španělského superpoháru, Barcelona doma prohrála 1:3.
Messi upevnil svou pozici nejlepšího střelce tohoto superpoháru (celkem 13 gólů) a zároveň pozici nejgólovějšího hráče derby El Clásico s Realem (celkem 24 gólů) za více než století.
Manko se v odvetě ale dohnat nezdařilo. Úvodní trojice utkání v La Lize přinesla maximální počet devíti bodů, v tom třetím se Messi činil v derby u výhry 5:0 proti Espanyolu, ve kterém vstřelil hattrick.
Pár dní nato dvakrát přesně zacílil v úvodním utkání Ligy mistrů s Juventusem a poprvé v kariéře překonal brankáře Gianluigiho Buffona,
Barça vyhrála 3:0. V lize proti Eibaru 20. září se podepsal pod výhrou katalánského mužstva 6:1 čtyřmi góly.
Během utkání 1. října proti Las Palmas nastoupil do 594. utkání za katalánský klub a v celkovém počtu startů tak vystřídal Carlese Puyola, více utkání tu odehráli Xavi (767) a Andrés Iniesta (639). I bez přítomností diváků na Camp Nou kvůli katalánským protestům vyhrála Barcelona 3:0 i díky Messimu, který dva góly vstřelil a na první úvodní z rohu nacentroval netradičnímu gólovému autorovi Sergio Busquetsovi.
Utkání Ligy mistrů doma proti Olympiakosu okořenil Messi svým stým gólem v 122. utkání v evropských soutěžích, Barcelona zvítězila nad řeckým týmem 3:1. Messi se stal po Cristianu Ronaldovi druhým, komu se hranice sta gólů podařilo dosáhnout.
Utkání La Ligy proti Seville 4. listopadu vyhrála Barcelona 2:1, Messi mezitím hrál jubilejní 600. utkání za katalánský klub.
V průběhu měsíce podepsal smlouvu s Barcelonou do roku 2021 a jeho výkupní klauzule byla ohodnocena na 700 milionů eur.
Proti Levante 7. ledna 2018 zvítězila Barcelona 3:0. Toto bylo Messiho 400. utkání v rámci La Ligy a na své konto si připsal po gólu a asistenci. Další týden vstřelil 366. ligový gól z přímého kopu proti Realu Sociedad, Barcelona zvítězila 4:2.
Messi tímto překonal Gerda Müllera, který v 60. a 70. letech střílel góly za Bayern Mnichov. Müller držel rekord nejvíce nastřílených gólů v pěti největších evropských ligových soutěžích.
Z přímého kopu vstřelil jediný vítězný gól utkání proti Atléticu Madrid, který byl jeho 600. gólem v kariéře.
Dále v březnu vsítil v Lize mistrů 99. a posléze i 100. gól v této soutěži, a to v utkání proti Chelsea, Barcelona doma zvítězila 3:0. Sto a více gólů v novodobém formátu této soutěže dokázal vstřelit jen Cristiano Ronaldo, avšak Messi této mety dosáhl během nižšího počtu odehraných utkání, během méně minut a na své góly spotřeboval méně střel.
Proti Leganés 7. dubna se hattrickem zasloužil o tři body, Barcelona vyhrála 3:1. Úspěšným přímým kopem v prvním poločase dorovnal Ronaldinha v počtu gólů ze standardních situací v barcelonském dresu – v sezóně takto vstřelil již šestý ligový gól.

#### Sezóna 2018/19

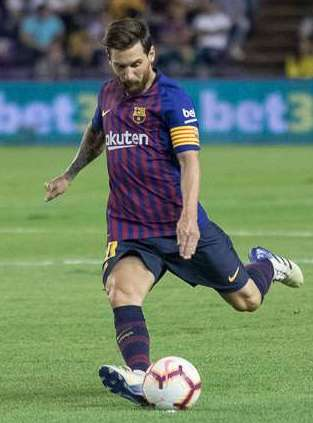
Messi proti Realu Valladolid ve 2. kole La Ligy v sezóně 2018/19

Předchozí sezóna byla poslední pro dosavadního kapitána Andrése Iniestu a byl to Messi, kdo po Iniestovi tuto roli převzal.
Proti Seville 12. srpna v utkání o španělský superpohár sice nevstřelil gól, Barcelona přesto nad soupeřem vyhrála 2:1. Messi se zapsal do klubové historie jako hráč s nejvíce trofejemi, kterých měl nyní nově 33.
Několik dní nato zahájil ligovou sezónu výhrou 3:0 nad Deportivem Alavés a v 64. minutě vstřelil gól přesnou střelou z přímého kopu. Mimo jiné to byl 6000. gól Barcelony ve španělské lize. Druhý gól přidal ještě v 83. minutě.
Jeho hattrick v úvodním skupinovém utkání Ligy mistrů byl jeho osmým v této soutěži, čímž stanovil nový rekord. Barcelona díky svému kapitánovi porazila doma 4:0 PSV Eindhoven.
V říjnu v ligovém utkání se Sevillou si po 26 minutách přivodil zranění předloktí (vřetenní kost), když spadl na trávník. Již předtím stihl nastřádat gól i asistenci a Barça vyhrála 4:2 na domácí půdě. Zranění jej mělo vyřadit ze hry na dobu tří týdnů.
V prosinci se dvakrát přesně trefil z přímých kopů, navíc v městském derby proti Espanyolu v rámci La Ligy, podpořil tak vítězství 4:0.
Vůbec prvně se tak prosadil dvakrát ze standardní situace v jednom utkání a za rok 2018 z nich nastřílel 10 gólů celkem.
Dne 13. ledna 2019 v La Lize proti Eibaru pomohl jedním gólem k výhře 3:0 a dosáhl tak milníku 400. gólů ve španělské ligové soutěži, přičemž šlo o jeho 435. ligové utkání. Stal se prvním fotbalistou, který vstřelil 400 gólů v jedné z pěti největších evropských fotbalových soutěží.
V domácím únorovém ligovém střetu proti Valencii Messi sám dvěma góly srovnal na 2:2 a prvním gólem z penalty dorovnal počiny Cristiana Ronalda a Huga Sáncheze, tedy 50 penaltových gólů ve španělské lize.
Závěrem února proti Seville vstřelil 50. hattrick klubové kariéry a Barcelona tak po výhře 4:2 držela již desetibodový náskok na své pronásledovatele. Zároveň dosáhl mety 650 gólů v kariéře celkem (i té reprezentační).
Dvěma góly v domácí čtvrtfinálové odvetě proti Manchesteru United zajistil výhru 3:0 a postup do semifinále Ligy mistrů.
Dne 27. dubna gólem vystřílel výhru nad Levante 1:0 poté, co vkročil na hřiště jako střídající hráč, čímž získal první titul v La Lize jako kapitán.
Během úvodního semifinálového klání 1. května v Lize mistrů s Liverpoolem vstřelil dva góly (druhý z přímého kopu) a podepsal se pod výhrou 3:0. Druhým gólem tak dosáhl milníku 600 gólů klubové kariéry, což se mu zdařilo v jeho 683. utkání.
Odveta se ovšem Barceloně nepovedla a prohra 0:4 se rovnala vyřazení, Liverpool soutěž nakonec vyhrál.
Během závěrečného 38. kola La Ligy 19. května se Messi prosadil dvakrát v rozmezí dvou minut a přispěl k remíze 2:2 na Eibaru. Katalánský klub se stal španělským mistrem s náskokem 11 bodů na Atlético Madrid a Messi se umístil první v žebříčku ligových střelců se 36 góly celkově.
To mu pošesté vyneslo Zlatou kopačku pro nejlepšího střelce v Evropě.
Ve Španělsku tak vyrovnal Telmo Zarru, který je vedle Messiho jediným, kdo španělskou střeleckou listinu ovládl šestkrát. Messi celkově vstřelil 50 gólů za sezónu 2018/19.
Ten poslední padesátý ale nestačil na vítězství ve finále španělského poháru proti Valencii, Barcelona prohrála 1:2.

#### Sezóna 2019/20
Začátek sezóny Messi zameškal kvůli zranění lýtka a poprvé si zahrál soutěžní zápas až 17. září 2019 v Lize mistrů proti Borussii Dortmund (0:0). V Německu odehrál něco přes 30 minut ve druhém poločase.
Proti týmu Celty Vigo vstřelil při výhře 4:1 hattrick, dva góly ze tří pak z přímých kopů. Byl to jeho 34. hattrick v La Lize.
Závěrem listopadu v pátém skupinovém střetu doma proti Dortmundu nastoupil do 700. utkání ve dresu Barcelony a gólem číslo 613 podpořil vítězství 3:1 zajišťující postup do osmifinále z první příčky. Na zbylé dva góly asistoval Suárezovi a Griezmannovi, navíc se trefil proti 34. soupeři v Lize mistrů, čímž překonal Raúla i Cristiana Ronalda.
Na konci roku se stal druhým nejlepším střelcem Evropy po Robertu Lewandowskim z Bayernu Mnichov. Oba v roce 2019 odehráli 58 utkání v klubu nebo reprezentaci, Messi při nich vstřelil 50 gólů.
V lednu vstřelil Messi gól proti Atléticu Madrid v semifinále španělského superpoháru, ale Barcelona podlehla 2:3.
Messi vstřelil 700. gól kariéry 30. června 2020 v ligovém utkání s Atléticem Madrid, když penaltou ve stylu Antonína Panenky překonal soupeřova gólmana Jana Oblaka. Konečný výsledek 2:2 však nabídl příležitost přiblížení se titulu konkurenčnímu Realu Madrid.
Začátkem července nahrál na dva góly Griezmanna a Suáreze a katalánské mužstvo díky tomu porazilo 4:1 Villarreal. Počet asistencí tak navýšil na 19 a překonal sebe sama ze sezóny 2014/15, kdy dosáhl na 18 asistencí.
Proti Valladolidu 11. července dosáhl na 20. gólovou asistenci Arturu Vidalovi, která rozhodla o venkovním vítězství 1:0. Tímto počinem dorovnal někdejšího spoluhráče Xaviho ze sezóny 2008/09.
Messi navíc dokázal během této sezóny dorovnat rekord Thierry Henryho, dalšího svého bývalého spoluhráče, s nímž je jediným, kdo v elitních evropských ligách v 21. století zaznamenal přes 20 gólů a přes 20 asistencí za jedinou sezónu, Henrymu se to zdařilo v sezóně 2002/03 ve dresu Arsenalu.
Pro Messiho to byla mimo jiné šestá sezóna za sebou, kdy přesáhl 40 gólů a asistencí.
Poslední ligové kolo proti Alavés doprovodil dvěma góly při výhře 5:0 a završil sezónu jako její nejlepší střelec (25) i nahrávač (21). Posedmé si tak odnesl ocenění pro nejlepšího střelce La Ligy – Trofeo Pichichi – a překonal legendu Athleticu Bilbao Telmo Zarru, který ji obdržel šestkrát.
Jedenáctou sezónu v řadě vstřelil v La Lize 25 gólů nebo více.
V srpnu se dohrávala pandemií covidu-19 přerušená Liga mistrů. Barcelona doma čelila Neapoli a odvetu zvládla na výbornou – vyhrála 3:1 i díky Messimu, který zvýšil vedení na 2:0 poté, co přešel přes několik obránců. Po faulu Kalidoua Koulibalyho na Messiho byla Barceloně písknutá penalta, kterou proměnil útočník Luis Suárez.
Po postupu měla Barcelona ve městě Lisabon čelit německému Bayernu Mnichov. Proti bavorskému celku ale Barcelona prohrála 2:8, Barcelona a i Messi tak zaznamenali historickou porážku.
S klubovou situací nespokojený Messi zaslal Barceloně na konci srpna přání odejít a připojil příslušné dokumenty, odkazujíce na klauzuli ve smlouvě, která mu dovolovala klub opustit zadarmo. Potíže nastaly kvůli zpožděné sezóně, klauzule měla platnost do konce června a Messi se proto obrátil na právníky.
Katalánský klub, který dal mezitím výpověď trenéru Quiquemu Setiénovi a angažoval Ronalda Koemana, si stál na svém a trval na klauzuli, která jinému klubu umožnila angažovat Messiho po vyplacení 700 milionů eur Barceloně.
Situace se vyjasnila během prvních zářijových dnů, kdy Messi v interview s Goal.com potvrdil setrvání v Barceloně do konce sezóny 2020/21, kdy mu končila smlouva. Podle jeho slov nedodržel slib klubový prezident Josep Maria Bartomeu, který měl podle tohoto slibu povolit Messiho odchod, bude-li Messi po konci sezóny chtít z Barcelony odejít. Soudit se s klubem Messi odmítl, výkupní klauzule příliš velká.

#### Sezóna 2020/21
Na úvod sezóny se gólově prosadil proti Villarrealu a pomohl odstartovat sezónu La Ligy výhrou 4:0. Stejně jako Cristiano Ronaldo i Messi se gólově prosadil v 17. sezóně za sebou.
V zápase Ligy mistrů proti Ferencvárosi 20. října vstřelil gól z penalty, Barcelona doma vyhrála 5:1.
Tímto gólem zlomil tři rekordy – jednak se stal prvním hráčem co vstřelil gól v Lize mistrů v 16 sezónách po sobě, jednak jako první vstřelil 69. gól v základních skupinách a jednak se gólově prosadil proti 36 různým mužstvům v této soutěži.
V lize proti Realu Valladolid vsítil 644. gól za Barcelonu a předčil dosud rekord držícího Pelého z doby působení v Santosu v počtu gólů za jeden klub.
V lednu roku 2021 absolvoval mini-turnaj o Španělský superpohár Supercopa de España, ale semifinále proti Realu Sociedad vynechal. Barcelona uspěla po penaltovém rozstřelu a ve finále se střetla s Athleticem Bilbao. Barcelona vedla 2:1, ovšem v 90. minutě soupeř vyrovnal a v prodloužení zvýšil Athletic na 3:2. Na konci prodloužení byl Messi poprvé ve dresu Barcelony vyloučen, poté, co zezadu udeřil Asiera Villalibreho, autora vyrovnávacího gólu. Barcelona tedy podlehla 2:3 a pokračovala v čekání na trofej.
Porážku tým Athleticu oplatil na konci ledna, kdy dal Messi 650. gól ve své kariéře v barvách Barcelony a pomohl už třetí lednový střet se stejným baskickým soupeřem vyhrát 2:1.
Při výhře proti Granadě 3. února zaznamenal 300.asistenci ve své kariéře (259 za Barcelonu, 41 za Argentinu). Barcelona ve čtvrtfinále domácího poháru po prodloužení zdolala soupeře výsledkem 5:3.
O sedm dní později odehrál 900. kariérní zápas, ale neodvrátil porážku 0:2 se Sevillou v prvním klání semifinále Copa del Rey.
Po domácí prohře 1:4 v osmifinále Ligy mistrů s Paris Saint-Germain se Barcelona snažila v odvetě hrané 10. března dohnat manko, ale inkasovala gól od Kyliana Mbappého, který se stal nejmladším hráčem v soutěži se 25 góly na místo Messiho. Argentinec vyrovnal na 1:1, ale možnost vyslat své mužstvo do vedení nevyužil poté, co jeho penaltu vychytal Keylor Navas. Skóre se již neměnilo a Barcelona byla vyřazena.
V lize proti Huesce 15. března vyrovnal Messi svého bývalého spoluhráče Xaviho v počtu odehraných zápasů za klub – 767. Dvěma góly a asistencí pomohl v domácím prostředí vyhrát 4:1, což Barcelonu drželo v závěsu čtyř bodů za Atlétikem Madrid.
Dne 1. července 2021 se Messi stal volným hráčem poté, co mu vypršela smlouva s Barcelonou uprostřed jednání o podpisu nové smlouvy na 2 roky. Dne 14. července 2021 se Messi údajně dohodl s Barcelonou na pětileté smlouvě s polovičním platem.
Dne 5. srpna 2021 samotný klub FC Barcelona na svých sociálních sítích oznámil, že Messi nebude pokračovat v Barceloně kvůli finančním překážkám a předpisům španělské Primera División.

### Paris Saint-Germain

#### Sezóna 2021/22
Dne 10. srpna 2021 bylo oznámeno na twitteru, že Messi míří do Paříže, aby podepsal smlouvu na 2 roky s klubem Paris Saint-Germain FC.
V PSG byl okamžitě za hvězdu a do pár hodin se vyprodaly všechny jeho modrobílé dresy s již dnes ikonickým číslem 30, které za pařížský klub nosíval. Spolu s Kyliánem Mbappém, Neymarem ale i Di Mariou se stali noční můrou všech obránců nejen v Ligue 1. Byl tvůrcem drtivé většiny šancí, které často končily gólem. Svůj první gól vstřelil v rámci zápasu Ligy Mistrů proti Manchesteru City, kdy svým gólem pojistil výhru 2:0. V Lize Mistrů také svými dvěma góly proti RB Lipsku otočil skóre z 1:2 na konečných 3:2. Proti Clubu Bruggy dal 2 góly a zápas skončil výsledkem 4:1. Ve Francouzském poháru se v osmifinále potkali s OGC Nice. Za stavu 0:0 se šlo do prodloužení a následně do pokutových kopů. I přes proměněnou penaltu Messi nedokázal odvrátit porážku po neproměnění Paredese a Xaviho Simonse. Blýsknul se také ve 24. týdnu francouzské ligy proti Rennes, kdy ve 93. minutě krásnou nahrávkou našel Mbappého, který zápas rozhodnul. V osmifinálovém zápase Ligy mistrů proti Realu Madrid neproměnil penaltu, kterou chytil Thibaut Courtois. Stále se PSG povedlo vyhrát gólem Kyliana Mbappého v pozdních minutách nastavení. Do odvety tedy vstupovali s výhodou jednoho gólu. Ve 34. minutě otevřel skóre opět Kylian Mbappé. Dvojzápasové skóre bylo 2:0 pro PSG. Karim Benzema v 61. minutě vstřelil první gól, v 76. vyrovnal celkový stav a už o 2 minuty později se radoval ze svého hattricku a otočení skóre. Real Madrid postoupil a tak cesta Messiho Ligou Mistrů měla svůj konec. Radovat se tak mohl pouze z ligy, kterou bezkonkurenčně vyhráli.
Dne 29. listopadu 2021 obdržel svůj rekordní sedmý Zlatý míč před dalším favoritem, polským útočníkem Robertem Lewandowskim.

### Klubové statistiky
Aktualizováno: 26. července 2024
| Klub        | Sezóna  | Liga   | Liga | Liga   | Pohár  | Pohár | Pohár  | Liga mistrů UEFA/Liga mistrů CONCACAF | Liga mistrů UEFA/Liga mistrů CONCACAF | Liga mistrů UEFA/Liga mistrů CONCACAF | Supercopa de España/Trophée des champions | Supercopa de España/Trophée des champions | Supercopa de España/Trophée des champions | Superpohár UEFA | Superpohár UEFA | Superpohár UEFA | MS klubů | MS klubů | MS klubů | Celkem | Celkem | Celkem |
| Klub        | Sezóna  | Starty | Góly | Asist. | Starty | Góly  | Asist. | Starty                                | Góly                                  | Asist.                                | Starty                                    | Góly                                      | Asist.                                    | Starty          | Góly            | Asist.          | Starty   | Góly     | Asist.   | Starty | Góly   | Asist. |
| ----------- | ------- | ------ | ---- | ------ | ------ | ----- | ------ | ------------------------------------- | ------------------------------------- | ------------------------------------- | ----------------------------------------- | ----------------------------------------- | ----------------------------------------- | --------------- | --------------- | --------------- | -------- | -------- | -------- | ------ | ------ | ------ |
| Barcelona   | 2004/05 | 7      | 1    | 0      | 1      | 0     | 0      | 1                                     | 0                                     | 0                                     | 0                                         | 0                                         | 0                                         | 0               | 0               | 0               | 0        | 0        | 0        | 9      | 1      | 0      |
| Barcelona   | 2005/06 | 17     | 6    | 2      | 2      | 1     | 1      | 6                                     | 1                                     | 2                                     | 0                                         | 0                                         | 0                                         | 0               | 0               | 0               | 0        | 0        | 0        | 25     | 8      | 5      |
| Barcelona   | 2006/07 | 26     | 14   | 2      | 2      | 2     | 2      | 5                                     | 1                                     | 0                                     | 2                                         | 0                                         | 0                                         | 1               | 0               | 0               | 0        | 0        | 0        | 36     | 17     | 4      |
| Barcelona   | 2007/08 | 28     | 10   | 16     | 3      | 0     | 0      | 9                                     | 6                                     | 2                                     | 0                                         | 0                                         | 0                                         | 0               | 0               | 0               | 0        | 0        | 0        | 40     | 16     | 18     |
| Barcelona   | 2008/09 | 31     | 23   | 12     | 8      | 6     | 1      | 12                                    | 9                                     | 5                                     | 0                                         | 0                                         | 0                                         | 0               | 0               | 0               | 0        | 0        | 0        | 51     | 38     | 18     |
| Barcelona   | 2009/10 | 35     | 34   | 12     | 3      | 1     | 0      | 11                                    | 8                                     | 0                                     | 1                                         | 2                                         | 0                                         | 1               | 0               | 1               | 2        | 2        | 0        | 53     | 47     | 13     |
| Barcelona   | 2010/11 | 33     | 31   | 18     | 7      | 7     | 3      | 13                                    | 12                                    | 3                                     | 2                                         | 3                                         | 0                                         | 0               | 0               | 0               | 0        | 0        | 0        | 55     | 53     | 24     |
| Barcelona   | 2011/12 | 37     | 50   | 17     | 7      | 3     | 4      | 11                                    | 14                                    | 7                                     | 2                                         | 3                                         | 2                                         | 1               | 1               | 1               | 2        | 2        | 1        | 60     | 73     | 32     |
| Barcelona   | 2012/13 | 32     | 46   | 12     | 5      | 4     | 1      | 11                                    | 8                                     | 2                                     | 2                                         | 2                                         | 0                                         | —               | —               | —               | —        | —        | —        | 50     | 60     | 15     |
| Barcelona   | 2013/14 | 31     | 28   | 11     | 6      | 5     | 3      | 7                                     | 8                                     | 0                                     | 2                                         | 0                                         | 0                                         | —               | —               | —               | —        | —        | —        | 46     | 41     | 14     |
| Barcelona   | 2014/15 | 38     | 43   | 20     | 6      | 5     | 4      | 13                                    | 10                                    | 5                                     | —                                         | —                                         | —                                         | —               | —               | —               | —        | —        | —        | 57     | 58     | 29     |
| Barcelona   | 2015/16 | 33     | 26   | 16     | 5      | 5     | 6      | 7                                     | 6                                     | 1                                     | 2                                         | 1                                         | 0                                         | 1               | 2               | 1               | 1        | 1        | 0        | 49     | 41     | 24     |
| Barcelona   | 2016/17 | 34     | 37   | 9      | 7      | 5     | 3      | 9                                     | 11                                    | 2                                     | 2                                         | 1                                         | 2                                         | —               | —               | —               | —        | —        | —        | 52     | 54     | 16     |
| Barcelona   | 2017/18 | 36     | 34   | 12     | 6      | 4     | 4      | 10                                    | 6                                     | 2                                     | 2                                         | 1                                         | 0                                         | —               | —               | —               | —        | —        | —        | 54     | 45     | 18     |
| Barcelona   | 2018/19 | 34     | 36   | 14     | 5      | 3     | 3      | 10                                    | 12                                    | 3                                     | 1                                         | 0                                         | 1                                         | —               | —               | —               | —        | —        | —        | 50     | 51     | 21     |
| Barcelona   | 2019/20 | 33     | 25   | 21     | 2      | 2     | 1      | 8                                     | 3                                     | 4                                     | 1                                         | 1                                         | 0                                         | —               | —               | —               | —        | —        | —        | 44     | 31     | 26     |
| Barcelona   | 2020/21 | 35     | 30   | 11     | 5      | 3     | 1      | 6                                     | 5                                     | 2                                     | 1                                         | 0                                         | 0                                         | —               | —               | —               | —        | —        | —        | 47     | 43     | 14     |
| Barcelona   | Celkem  | 485    | 444  | 201    | 75     | 53    | 36     | 143                                   | 115                                   | 39                                    | 19                                        | 14                                        | 5                                         | 4               | 3               | 3               | 5        | 5        | 1        | 731    | 634    | 285    |
| PSG         | 2021/22 | 26     | 6    | 14     | 1      | 0     | 0      | 7                                     | 5                                     | 0                                     | —                                         | —                                         | —                                         | —               | —               | —               | —        | —        | —        | 34     | 11     | 14     |
| PSG         | 2022/23 | 32     | 16   | 16     | 1      | 0     | 0      | 7                                     | 4                                     | 4                                     | 1                                         | 1                                         | 0                                         | —               | —               | —               | —        | —        | —        | 41     | 21     | 20     |
| PSG         | Celkem  | 58     | 22   | 30     | 2      | 0     | 0      | 14                                    | 9                                     | 4                                     | 1                                         | 1                                         | 0                                         | —               | —               | —               | —        | —        | —        | 75     | 32     | 34     |
| Inter Miami | 2023    | 6      | 1    | 2      | 7      | 10    | 1      | —                                     | —                                     | —                                     | —                                         | —                                         | —                                         | —               | —               | —               | —        | —        | —        | 13     | 11     | 3      |
| Inter Miami | 2024    | 12     | 12   | 14     | 1      | 0     | 2      | 3                                     | 2                                     | 2                                     | —                                         | —                                         | —                                         | —               | —               | —               | —        | —        | —        | 16     | 14     | 18     |
| Inter Miami | Celkem  | 18     | 13   | 16     | 8      | 10    | 3      | 3                                     | 2                                     | 2                                     | —                                         | —                                         | —                                         | —               | —               | —               | —        | —        | —        | 29     | 25     | 21     |
| Celkem      | Celkem  | 561    | 479  | 247    | 85     | 63    | 39     | 160                                   | 126                                   | 45                                    | 20                                        | 15                                        | 5                                         | 4               | 3               | 3               | 5        | 5        | 1        | 835    | 691    | 340    |

## Reprezentační kariéra

### Mládežnické reprezentace

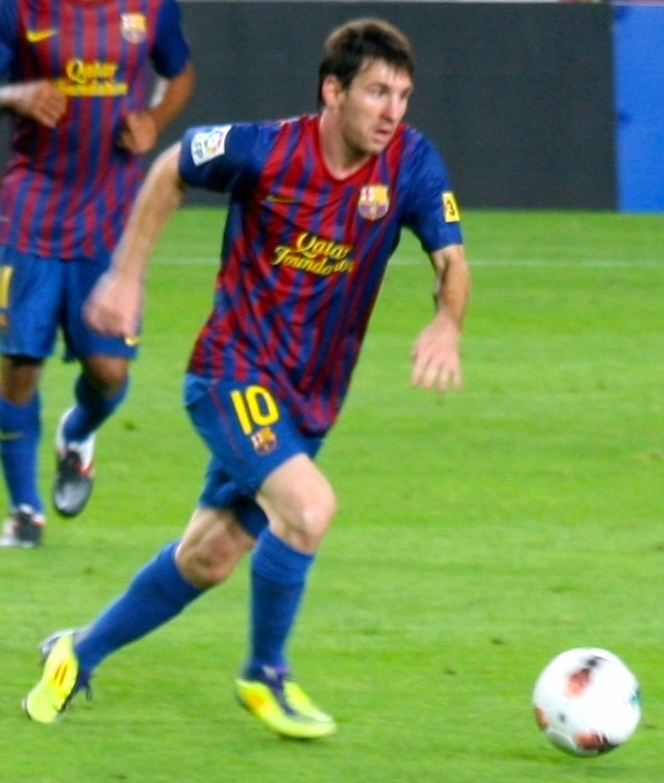
Messi v roce 2011

V červnu 2004 byl povolán do reprezentace do 20 let na přátelský zápas proti Paraguayi.
O rok později v červnu 2005 hrál na Mistrovství světa U20 2005 konaném v Nizozemsku. Ve finále porazila Argentina Nigérii 2:1. Messi se stal nejlepším střelcem, vsítil celkově šest branek a byl vyhlášen nejlepším hráčem turnaje.
Byl členem argentinského olympijského výběru do 23 let, který na LOH 2008 v Číně získal zlato po výhře 1:0 nad Nigérií.

### A-mužstvo
Bylo mu nabídnuto hrát za španělský národní tým, on ale odmítl a rozhodl se nastupovat za zemi, ve které se narodil.
V srpnu 2005 jej povolal do A-týmu argentinské reprezentace trenér José Pékerman. Debutoval 17. srpna 2005 v přátelském zápase proti Maďarsku v Budapešti. Na hřiště šel v 63. minutě, ale na ploše strávil pouze 40 sekund. Rozhodčí Markus Merk jej vyloučil za strkanici s maďarským obráncem. Rozhodnutí rozhodčího rozčílilo mnoho hráčů Argentiny a také Diega Maradonu, který sám prohlásil, že vyloučení bylo neregulérní. Argentina vyhrála 2:1, přestože hrála v oslabení.
29. února 2012 zaznamenal Lionel Messi svůj první hattrick v argentinském dresu. V přátelském utkání proti domácímu Švýcarsku v Bernu se trefil v 19., 88. a 92. minutě a zařídil tak výhru Argentiny 3:1.
Druhý hattrick si připsal v přátelském utkání 9. června 2012 s tradičním kontinentálním rivalem Brazílií, které se odehrálo na neutrální půdě v East Rutherford v USA. V napínavém zápase se skóre přelévalo z jedné strany na druhou, Lionel Messi zaznamenal ze čtyř argentinských gólů celkem tři a jeho tým pokořil Brazílii poměrem 4:3.

#### Mistrovství světa 2006
Zranění z března mu značně zkomplikovalo účast na MS 2006, přesto jej trenér nominoval. Hrál i na samotném turnaji. V druhém zápase skupiny vystřídal Maxi Rodrígueze a zahrál si proti Srbsku a Černé Hoře. Tehdy Argentina porazila soupeře vysoko 6:0 a Messi také přispěl gólema asistencí, který z něj učinil na Mistrovství světa v Německu nejmladšího střelce a asistenta a šestého nejmladšího v celé historii šampionátu. V prvním zápase Argentina porazila Pobřeží slonoviny 2:1. Ve třetím zápase remizovali s Nizozemskem 0:0. V osmifinále se setkali s Mexikem nad kterým vyhráli po prodloužení 2:1. Ve čtvrtfinále podlehli Argentinci Německu v penaltovém rozstřelu.

#### Copa América 2007
Na Copa América 2007 ve Venezuele Argentina v prvním zápase porazila USA 4:1, ve druhém zápase Kolumbii 4:2 a ve třetím Paraguay 1:0. Ve čtvrtfinále porazila Peru 4:0, Messi dal druhou branku. V semifinále vyhrála nad Mexikem 3:0, i tentokrát Messi skóroval. Ve finále prohráli Argentinci 0:3 z Brazílií.

#### Mistrovství světa 2010
Na Mistrovství světa 2010 v Jihoafrické republice reprezentoval též, Argentinci na lavičce s trenérem Diego Maradonou. V prvním zápase Argentina porazila Nigérii 1:0. V druhém zápase přemohli Jižní Koreu 4:1. Ve třetím zápase porazili Řecko 2:0. V osmifinále vyřadili Mexiko 3:1, ale podlehli ve čtvrtfinále Německu 0:4.

#### Copa América 2011
Na Copa América 2011 na domácí půdě Messi příliš nezářil. Argentina v prvním zápase remizovala s Bolívií 1:1. I v dalším zápase remizovala, tentokrát s Kolumbií 0:0. Ve třetím zápase porazila Kostariku 3:0. Ve čtvrtfinále prohrála s Uruguayí (vítězem turnaje) v penaltovém rozstřelu.

#### Mistrovství světa 2014

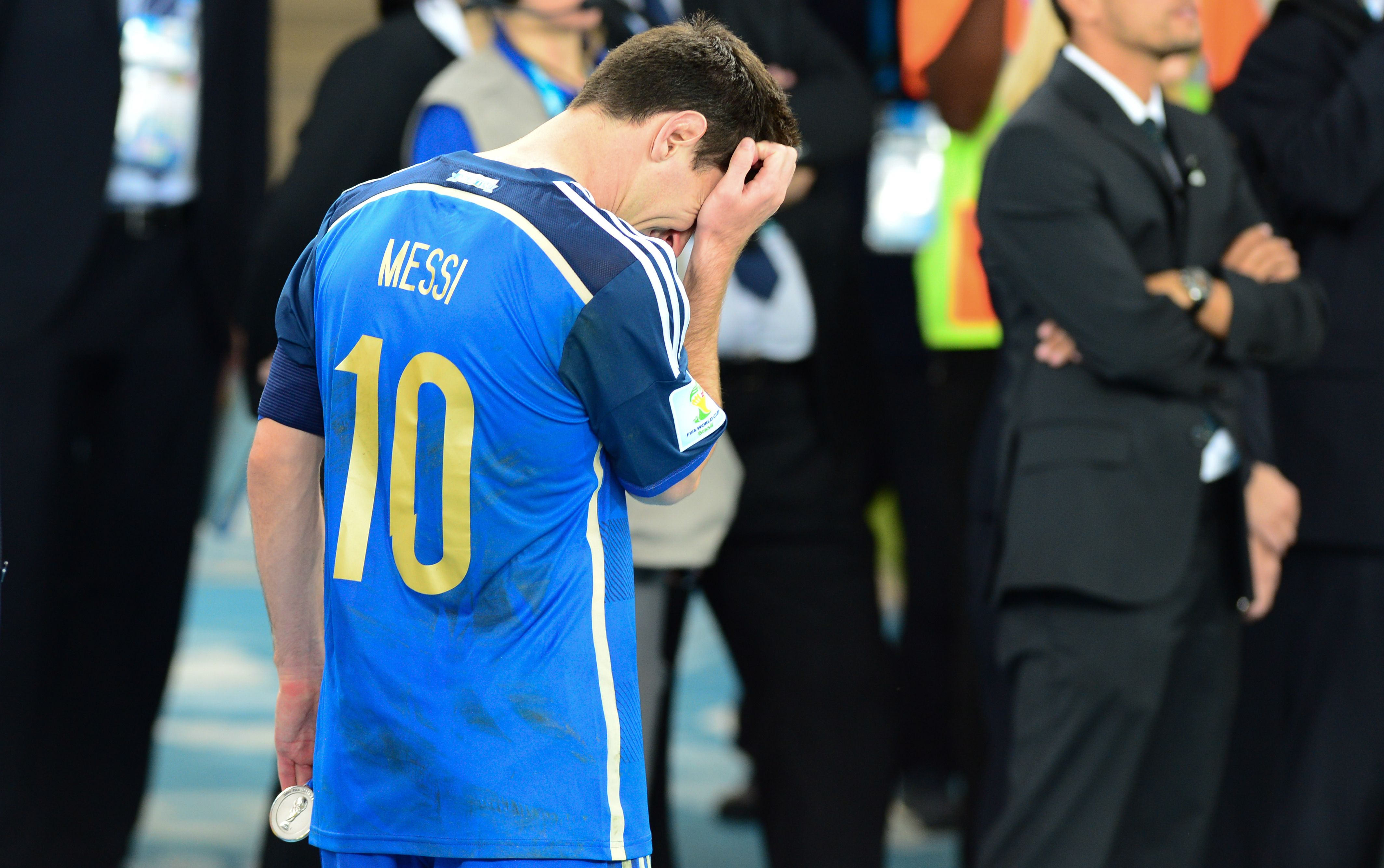
Lionel Messi v slzách po finálové prohře proti Německu

Zúčastnil se Mistrovství světa 2014 v Brazílii, kde v základní skupině F táhl Argentinu za postupem. Skóroval ve všech třech zápasech (proti Bosně, Íránu i Nigérii), a vždy byl označen jako „muž zápasu“. Argentina obsadila s devíti body první příčku skupiny. S Bosnou 2:1, Messi přispěl vítězným gólem. S Íránem 1:0, Messi opět přispěl vítězným gólem a s Nigérií 3:2, Messi poslal do brány dva góly. S týmem postoupil až do finále proti Německu. V osmifinále Argentina porazila po prodloužení Švýcarsko 1:0. Ve čtvrtfinále Argentina porazila Belgii 1:0. V semifinále proti Nizozemsku došlo za stavu 0:0 na penalty, Messi svůj pokus proměnil. Ve finále proti Německu musel přijmout porážku 0:1 po prodloužení. Byl vyhlášen nejlepším hráčem šampionátu (získal Zlatý míč – Adidas Golden Ball).

#### Copa América 2015
Na Copa América 2015 v Chile Argentina v prvním zápase remizovala s Paraguayí 2:2 a Messi přispěl druhou brankou. Ve druhém zápase porazila Uruguay 1:0 a ve třetím zápase Jamajku 1:0. Ve čtvrtfinále porazili Argentinci Kolumbii v penaltovém rozstřelu. V semifinále poráží Paraguay 6:1. Ve finále s Chile rozhodují penalty a Argentina prohrála. Messimu opět unikl titul s argentinskou reprezentací na významném turnaji.

#### Copa América 2016
Messi preventivně vynechal úvodní utkání turnaje Copa América, který v roce 2016 pořádaly Spojené státy americké. Bez svého kapitána Argentinci dokázali vyhrát 2:1 v repríze minuloročního finále proti Chile.
Druhé utkání proti Panamě chyběl v základní sestavě a na hřiště vkročil až v 61. minutě na místo Augusta Fernándeze za stavu 1:0 pro Argentinu. Během 20 minut duel rozhodl třemi góly a navíc rozehrál akci vedoucí k závěrečnému gólu Sergia Agüera na konečných 5:0.
Ve čtvrtfinále dal svůj čtvrtý turnajový gól při výhře 4:1 proti Venezuele, k tomu připravil góly Higuaínovi a Lamelovi. V duelu vstřelil 54. gól v národním týmu a srovnal gólový účet někdejšího útočníka Gabriela Batistuty přezdívaného Batigol.
Messi navázal na předchozí výkony proti domácím Spojeným státům, nezvyklému účastníkovi jubilejní Copy, když dal gól z přímého kopu a přidal dvě gólové nahrávky při výhře 4:0.
Tímto se stal definitivně střelcem-rekordmanem v národním týmu. Ve finále proti Chile se ani jednomu týmu nepodařilo dát gól ani v průběhu prodloužení a po výsledku 0:0 došlo na penaltový rozstřel, v němž Messi při své penaltě selhal a Argentina prohrála rozstřel 2:4.
Po mistrovství Jižní Ameriky (Copa América 2016), kde Argentina podlehla 26. června ve finále Chile, se rozhodl ukončit reprezentační kariéru poté, co opětovně skončil s týmem těsně pod vrcholem (ziskem titulu). Své rozhodnutí však vzal v srpnu 2016 zpět a informoval o své touze opět obléci národní dres.

#### Mistrovství světa 2018

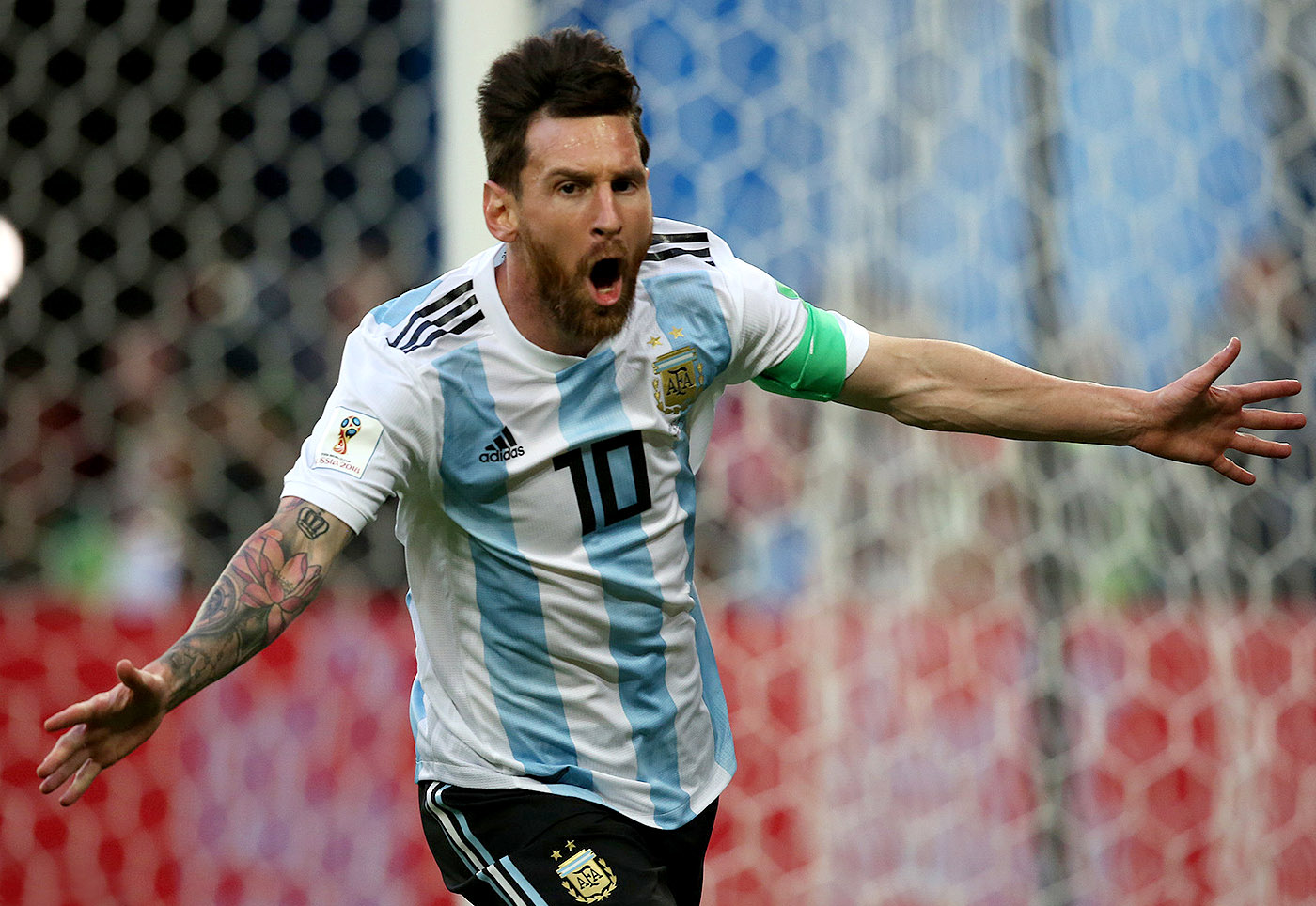
Messi v zápase proti Nigérii 26. června na MS 2018

Mistrovství světa v létě roku 2018 v Rusku mělo být jednou z posledních příležitostí Messiho vybojovat titul mistra světa a napodobit tak svého předchůdce Diega Maradonu. Argentina ovšem nepatřila mezi favority turnaje.
Na závěrečný turnaj se dostala díky Messimu, který v říjnovém posledním klíčovém zápase na půdě Ekvádoru vstřelil hattrick a pomohl zde vyhrát 3:1.
Argentinská sebedůvěra se otřásla jednak vlivem kvalifikační fáze, kdy hrozilo, že si Argentinci nezahrají světový šampionát poprvé od roku 1970, jednak po březnovém přátelském zápase proti Španělsku. Bez zraněného Messiho Argentina prohrála 1:6, sám Messi tento zápas sledoval z tribuny.
Argentina vedená trenérem Jorgem Sampaolim si v úvodním zápase proti nováčkovi turnaje Islandu připsala remízu 1:1, přičemž Messi neproměnil penaltu chycenou brankářem soupeře Halldórssonem.
Ve druhém zápase tým podlehl Chorvatsku 0:3, trenér Sampaoli pak připustil, že spolupráce Messiho s týmem není ideální a pro Messiho omezující.
Soupeřův záložník Luka Modrić Messiho výkon hájil se slovy, že „nemůže všechno zvládnout sám“.
Proti Nigérii však otevřel skóre a pomohl vyhrát 2:1 a postoupit tak do osmifinále.
30. června se Argentinci postavili Francii, mezitím se Messi stal autorem dvou asistencí na góly Gabriela Mercada a Sergia Agüera, byl zároveň též jediným střelcem na branku v zápase, který nedal gól. Zbylých sedm střel hráčů na hřišti bylo gólových, Argentina Francii podlehla 3:4 a byla vyřazena.

#### Copa América 2019
Messi byl jakožto kapitán součástí výběru trenéra Lionela Scaloniho pro turnaj Copa América pořádaný Brazílií.
Ve druhém zápase proti Paraguayi vyrovnal na konečných 1:1 z penalty ve druhém poločase. Argentina tak ve třetím zápase s Katarem musela bezpodmínečně vyhrát, vzhledem k úvodní porážce s Kolumbií.
Přes Katar se Argentina dostala do čtvrtfinále, kde porazila Venezuelu 2:0. Po zápase Messi připustil, že nehraje na turnaji tak, jak očekával.
Po prohraném semifinále proti Brazílii 0:2 zkritizoval Messi rozhodčí a nařkl je z nadržování domácím.
Zápas o bronz s Chile načal asistencí na úvodní gól spoluhráče a útočníka Sergia Agüera, ale ve 37. minutě se za stavu 2:0 dostal do křížku s Garym Medelem, načež byli oba hráči vyloučeni. Argentina vyhrála 2:1, zatímco Messi obdržel druhou červenou kartu ve své kariéře.

#### Copa América 2021
V prvním zápase Brazílií pořádaného turnaje Copa América 2021 proti reprezentaci Chile 14. června se Messi trefil z přímého kopu, soupeř ale později vyrovnal na 1:1. V kariéře z takové situace skóroval v 57. případě a mezi aktivními fotbalisty překonal Cristiana Ronalda (56 gólů z přímých kopů) a k tomu překonal svého krajana Gabriela Batistutu v počtu gólů (po zápase 39) na vrcholných turnajích. Jediný gól proti Uruguayi padl po jeho centru na hlavu Guida Rodrígueze pět dní po zápase s Chile. O jeden gól vyhráli Argentinci též nad Paraguayí 22. června. Messi mezitím srovnal rekord Javiera Mascherana 147. zápasem za národní tým. O týden později rekord překonal a proti Bolívii dal po gólové nahrávce dva góly a výrazně se podepsal pod výhrou 4:1.
Postup přes Ekvádor ve čtvrtfinále zajistil 3. července dvěma asistencemi a dalším gólem z přímého kopu při výhře 3:0. Semifinálový střet s Kolumbií 6. července v základní hrací době vítěze nepřinesl – po deseti minutách našel Messi přihrávkou autora gólu Lautara Martíneze, ale za Kolumbii na 1:1 srovnal Luis Díaz. Messi, hrající 150 reprezentační zápas, měl v závěru gólovou šanci, trefil však tyč. V penaltovém rozstřelu proměnil a Argentina po výsledku 3:2 zamířila do finále. Finále proti domácí Brazílii rozhodl jediným gólem zápasu Ángel Di María a Argentina se poprvé od roku 1993 chopila zlata na velkém turnaji. Zatímco pro národní tým šlo o 15. vyhraný turnaj Copa América, Messi ukončil své čekání na reprezentační úspěch poté, co předchozí čtyři finálové zápasy prohrál. Organizátoři jej společně s Neymarem vyhlásili nejlepším hráčem turnaje – byl přímo u 9 gólů, vévodil statistikám (vytvořené šance, počet přihrávek v útočné třetině, počet driblinků), ve čtyřech případech byl mužem zápasu. Stejně jako Luis Díaz vstřelil čtyři góly, Zlatou kopačku ale dostal Messi, měl totiž více asistencí než Kolumbijec.

#### Finalissima 2022
Dne 1. června 2022 nastoupil ve Wembley k zápasu Finalissimy mezi vítězem jihoamerického a evropského šampionátu a dvěma asistencemi pomohl vyhrát 3:0 nad Itálií. Šlo o jeho 40. trofej v kariéře.

#### Mistrovství světa 2022
Argentinci zahájili mistrovství 22. listopadu proti Saúdské Arábii. Do vedení se dostali již po 10 minutách z Messiho proměněné penalty, jejich soupeř se však postaral o jedno z největších překvapení v dějinách turnaje, když výsledek otočil na 2:1. Argentina byla připravena o sérii 36 utkání bez prohry. Messi si připsal prvenství mezi argentinskými fotbalisty, když skóroval na svém čtvrtém světovém mistrovství, což se podařilo jen čtyřem dalším fotbalistům na světě. Postupové naděje udržela výhra 2:0 proti Mexiku o čtyři dny později. Messi si ve druhém poločase v rychlosti jedním dotekem dobře navedl balón a z necelých 20 metrů překonal brankáře Guillerma Ochou. O 20 minut později asistoval gólu Enza Fernándeze. Dne 30. listopadu v utkání proti Polsku nepřekonal za nerozhodného stavu z penalty brankáře Wojciecha Szczęsnyho, Argentina přesto zvítězila 2:0 a postoupila do osmifinále.
Proti Austrálii otevřel skóre ve svém 1000. utkání v kariéře a 3. prosince podepřel postupovou výhru 2:1. Byl vyhlášen nejlepším hráčem utkání. Střetnutí s Austrálií bylo mimo jiné jeho 100. utkáním v reprezentaci s kapitánskou páskou. Rovněž překonal rekord Ivána Hurtada, který byl před Messim (odehrál 169. utkání) jihoamerickým fotbalistou s nejvíce reprezentačními utkáními. Ve dramatickém čtvrtfinálovém utkání s Nizozemskem 9. prosince bylo uděleno 17 žlutých karet a jedna červená karta. Po 35 minutách vedla Argentina 1:0, poté co Messiho nahrávku proměnil v gól Nahuel Molina. Messi z penalty zvyšoval vedení na 2:0. Nizozemsko srovnalo v samotném závěru díky dvěma gólům Wouta Weghorsta na 2:2 a utkání rozhodoval penaltový rozstřel. V něm Messi proměnil úvodní penaltu a pomohl v rozstřelu uspět výsledkem 4:3. V semifinálovém utkání proti Chorvatsku otevřel skóre proměněnou penaltou, aby Argentina nakonec vyhrála 3:0. Finálové utkání se odehrálo 18. prosince proti obhájcům titulu Francii a mělo strhující závěr. Messi proměnil penaltu a otevřel skóre. Tím se stal prvním hráčem v historii mistrovství světa, který skóroval jak v základní skupině, tak ve všech dalších fázích mistrovství. Francie nejprve srovnala před koncem pravidelné hrací doby na 2:2, aby Messi v prodloužení přidal třetí gól Argentiny. Francie ovšem srovnala díky hattricku Kyliana Mbappého na 3:3, a utkání tudíž rozhodoval penaltový rozstřel. V něm Messi proměnil první penaltu svého týmu a pomohl v rozstřelu uspět výsledkem 4:2. Argentina tak potřetí vyhrála mistrovství světa a Messi se stal nejlepším hráčem turnaje.

### Reprezentační góly
Góly Lionela Messiho za argentinskou reprezentaci do 23 let
| Gól | Zápas | Datum          | Místo                           | Soupeř            | Skóre | Výsledek | Soutěž                    |
| --- | ----- | -------------- | ------------------------------- | ----------------- | ----- | -------- | ------------------------- |
| 1.  | 1.    | 7. srpna 2008  | Shanghai Stadium, Šanghaj, Čína | Pobřeží slonoviny | 1:0   | 2:1      | Letní Olympijské Hry 2008 |
| 2.  | 3.    | 16. srpna 2008 | Shanghai Stadium, Šanghaj, Čína | Nizozemsko        | 1:0   | 2:1      | Letní Olympijské Hry 2008 |

Góly Lionela Messiho za A-mužstvo argentinské reprezentace
| Gól | Zápas | Datum              | Místo                                                           | Soupeř              | Skóre | Výsledek    | Soutěž                                 | Ref     |
| --- | ----- | ------------------ | --------------------------------------------------------------- | ------------------- | ----- | ----------- | -------------------------------------- | ------- |
| 1.  | 6.    | 1. března 2006     | St. Jakob-Park, Basilej, Švýcarsko                              | Chorvatsko          | 2:1   | 2:3         | Přátelský zápas                        | [ 211 ] |
| 2.  | 8.    | 16. června 2006    | Veltins-Arena, Gelsenkirchen, Německo                           | Srbsko a Černá Hora | 6:0   | 6:0         | Mistrovství světa 2006                 |         |
| 3.  | 14.   | 5. června 2007     | Camp Nou, Barcelona, Španělsko                                  | Alžírsko            | 2:2   | 4:3         | Přátelský zápas                        | [ 212 ] |
| 4.  | 14.   | 5. června 2007     | Camp Nou, Barcelona, Španělsko                                  | Alžírsko            | 4:2   | 4:3         | Přátelský zápas                        | [ 212 ] |
| 5.  | 18.   | 8. července 2007   | Metropolitano de Lara, Barquisimeto, Venezuela                  | Peru                | 2:0   | 4:0         | Copa América 2007                      | [ 213 ] |
| 6.  | 19.   | 11. července 2007  | Polideportivo Cachamay, Puerto Ordaz, Venezuela                 | Mexiko              | 2:0   | 3:0         | Copa América 2007                      | [ 214 ] |
| 7.  | 24.   | 16. října 2007     | Estadio José Pachencho Romero, Maracaibo, Venezuela             | Venezuela           | 2:0   | 2:0         | Kvalifikace na Mistrovství světa 2010  |         |
| 8.  | 26.   | 20. listopadu 2007 | Estadio El Campín, Bogotá, Kolumbie                             | Kolumbie            | 1:0   | 1:2         | Kvalifikace na Mistrovství světa 2010  | [ 215 ] |
| 9.  | 27.   | 4. června 2008     | Qualcomm Stadium, San Diego, USA                                | Mexiko              | 2:0   | 4:1         | Přátelský zápas                        | [ 216 ] |
| 10. | 33.   | 11. října 2008     | Estadio Antonio V. Liberti, Buenos Aires, Argentina             | Uruguay             | 1:0   | 2:1         | Kvalifikace na Mistrovství světa 2010  | [ 217 ] |
| 11. | 35.   | 11. února 2009     | Stade Vélodrome, Marseille, Francie                             | Francie             | 2:0   | 2:0         | Přátelský zápas                        | [ 218 ] |
| 12. | 36.   | 28. března 2009    | Estadio Antonio V. Liberti, Buenos Aires, Argentina             | Venezuela           | 1:0   | 4:0         | Kvalifikace na Mistrovství světa 2010  | [ 219 ] |
| 13. | 44.   | 14. listopadu 2009 | Vicente Calderón Stadium, Madrid, Španělsko                     | Španělsko           | 1:1   | 1:2         | Přátelský zápas                        | [ 220 ] |
| 14. | 52.   | 7. září 2010       | Estadio Antonio V. Liberti, Buenos Aires, Argentina             | Španělsko           | 1:0   | 4:1         | Přátelský zápas                        | [ 221 ] |
| 15. | 54.   | 17. listopadu 2010 | Khalifa International Stadium, Dauhá, Katar                     | Brazílie            | 1:0   | 1:0         | Přátelský zápas                        | [ 222 ] |
| 16. | 55.   | 9. února 2011      | Stade de Genève, Ženeva, Švýcarsko                              | Portugalsko         | 2:1   | 2:1         | Přátelský zápas                        | [ 223 ] |
| 17. | 57.   | 20. června 2011    | Estadio Antonio V. Liberti, Buenos Aires, Argentina             | Albánie             | 2:0   | 4:0         | Přátelský zápas                        | [ 224 ] |
| 18. | 64.   | 7. října 2011      | Estadio Antonio V. Liberti, Buenos Aires, Argentina             | Chile               | 2:0   | 4:1         | Kvalifikace na Mistrovství světa 2014  | [ 225 ] |
| 19. | 67.   | 15. listopadu 2011 | Estadio Metropolitano Roberto Meléndez, Barranquilla, Kolumbie  | Kolumbie            | 1:1   | 2:1         | Kvalifikace na Mistrovství světa 2014  | [ 226 ] |
| 20. | 68.   | 29. února 2012     | Stade de Suisse, Bern, Švýcarsko                                | Švýcarsko           | 1:0   | 3:1         | Přátelský zápas                        | [ 227 ] |
| 21. | 68.   | 29. února 2012     | Stade de Suisse, Bern, Švýcarsko                                | Švýcarsko           | 2:1   | 3:1         | Přátelský zápas                        | [ 227 ] |
| 22. | 68.   | 29. února 2012     | Stade de Suisse, Bern, Švýcarsko                                | Švýcarsko           | 3:1   | 3:1         | Přátelský zápas                        | [ 227 ] |
| 23. | 69.   | 2. června 2012     | Estadio Antonio V. Liberti, Buenos Aires, Argentina             | Ekvádor             | 3:0   | 4:0         | Kvalifikace na Mistrovství světa 2014  | [ 228 ] |
| 24. | 70.   | 9. června 2012     | MetLife Stadium, East Rutherford, USA                           | Brazílie            | 1:1   | 4:3         | Přátelský zápas                        | [ 229 ] |
| 25. | 70.   | 9. června 2012     | MetLife Stadium, East Rutherford, USA                           | Brazílie            | 2:1   | 4:3         | Přátelský zápas                        | [ 229 ] |
| 26. | 70.   | 9. června 2012     | MetLife Stadium, East Rutherford, USA                           | Brazílie            | 4:3   | 4:3         | Přátelský zápas                        | [ 229 ] |
| 27. | 71.   | 15. srpna 2012     | Commerzbank-Arena, Frankfurt, Německo                           | Německo             | 2:1   | 3:1         | Přátelský zápas                        | [ 230 ] |
| 28. | 72.   | 7. září 2012       | Estadio Mario Alberto Kempes, Córdoba, Argentina                | Paraguay            | 3:1   | 3:1         | Kvalifikace na Mistrovství světa 2014  | [ 231 ] |
| 29. | 74.   | 12. října 2012     | Estadio Malvinas Argentinas, Mendoza, Argentina                 | Uruguay             | 1:0   | 3:0         | Kvalifikace na Mistrovství světa 2014  | [ 232 ] |
| 30. | 74.   | 12. října 2012     | Estadio Malvinas Argentinas, Mendoza, Argentina                 | Uruguay             | 3:0   | 3:0         | Kvalifikace na Mistrovství světa 2014  | [ 232 ] |
| 31. | 75.   | 16. října 2012     | Estadio Nacional, Santiago, Chile                               | Chile               | 1:0   | 2:1         | Kvalifikace na Mistrovství světa 2014  | [ 233 ] |
| 32. | 78.   | 22. března 2013    | Estadio Antonio V. Liberti, Buenos Aires, Argentina             | Venezuela           | 3:0   | 3:0         | Kvalifikace na Mistrovství světa 2014  | [ 234 ] |
| 33. | 82.   | 14. června 2013    | Estadio Mateo Flores, Ciudad de Guatemala, Guatemala            | Guatemala           | 1:0   | 4:0         | Přátelský zápas                        | [ 235 ] |
| 34. | 82.   | 14. června 2013    | Estadio Mateo Flores, Ciudad de Guatemala, Guatemala            | Guatemala           | 3:0   | 4:0         | Přátelský zápas                        | [ 235 ] |
| 35. | 82.   | 14. června 2013    | Estadio Mateo Flores, Ciudad de Guatemala, Guatemala            | Guatemala           | 4:0   | 4:0         | Přátelský zápas                        | [ 235 ] |
| 36. | 83.   | 10. září 2013      | Estadio Defensores del Chaco, Asunción, Paraguay                | Paraguay            | 1:0   | 5:2         | Kvalifikace na Mistrovství světa 2014  | [ 236 ] |
| 37. | 83.   | 10. září 2013      | Estadio Defensores del Chaco, Asunción, Paraguay                | Paraguay            | 4:1   | 5:2         | Kvalifikace na Mistrovství světa 2014  | [ 236 ] |
| 38. | 86.   | 7. června 2014     | Estadio Ciudad de La Plata, La Plata, Argentina                 | Slovinsko           | 2:0   | 2:0         | Přátelský zápas                        | [ 237 ] |
| 39. | 87.   | 15. června 2014    | Maracanã, Rio de Janeiro, Brazílie                              | Bosna a Hercegovina | 2:0   | 2:1         | Mistrovství světa 2014                 | [ 238 ] |
| 40. | 88.   | 21. června 2014    | Estádio Mineirão, Belo Horizonte, Brazílie                      | Írán                | 1:0   | 1:0         | Mistrovství světa 2014                 | [ 239 ] |
| 41. | 89.   | 25. června 2014    | Estádio Beira-Rio, Porto Alegre, Brazílie                       | Nigérie             | 1:0   | 3:2         | Mistrovství světa 2014                 | [ 240 ] |
| 42. | 89.   | 25. června 2014    | Estádio Beira-Rio, Porto Alegre, Brazílie                       | Nigérie             | 2:1   | 3:2         | Mistrovství světa 2014                 | [ 240 ] |
| 43. | 95.   | 14. října 2014     | Hong Kong Stadium, Hongkong, Hongkong                           | Hongkong            | 5:0   | 7:0         | Přátelský zápas                        | [ 241 ] |
| 44. | 95.   | 14. října 2014     | Hong Kong Stadium, Hongkong, Hongkong                           | Hongkong            | 7:0   | 7:0         | Přátelský zápas                        | [ 241 ] |
| 45. | 96.   | 12. listopadu 2014 | Boleyn Ground, Londýn, Anglie                                   | Chorvatsko          | 2:1   | 2:1         | Přátelský zápas                        | [ 242 ] |
| 46. | 98.   | 13. června 2015    | Estadio La Portada, La Serena, Chile                            | Paraguay            | 2:0   | 2:2         | Copa América 2015                      | [ 243 ] |
| 47. | 104.  | 4. září 2015       | BBVA Compass Stadium, Houston, USA                              | Bolívie             | 5:0   | 7:0         | Přátelský zápas                        | [ 244 ] |
| 48. | 104.  | 4. září 2015       | BBVA Compass Stadium, Houston, USA                              | Bolívie             | 6:0   | 7:0         | Přátelský zápas                        | [ 244 ] |
| 49. | 105.  | 8. září 2015       | AT&T Stadium, Arlington, USA                                    | Mexiko              | 2:2   | 2:2         | Přátelský zápas                        | [ 245 ] |
| 50. | 107.  | 29. března 2016    | Estadio Mario Alberto Kempes, Córdoba, Argentina                | Bolívie             | 2:0   | 2:0         | Kvalifikace na Mistrovství světa 2018  | [ 246 ] |
| 51. | 109.  | 10. června 2016    | Soldier Field, Chicago, USA                                     | Panama              | 2:0   | 5:0         | Copa América 2016                      | [ 247 ] |
| 52. | 109.  | 10. června 2016    | Soldier Field, Chicago, USA                                     | Panama              | 3:0   | 5:0         | Copa América 2016                      | [ 247 ] |
| 53. | 109.  | 10. června 2016    | Soldier Field, Chicago, USA                                     | Panama              | 4:0   | 5:0         | Copa América 2016                      | [ 247 ] |
| 54. | 111.  | 18. června 2016    | Gillette Stadium, Foxborough, USA                               | Venezuela           | 3:0   | 4:1         | Copa América 2016                      | [ 248 ] |
| 55. | 112.  | 21. června 2016    | NRG Stadium, Houston, USA                                       | USA                 | 2:0   | 4:0         | Copa América 2016                      | [ 249 ] |
| 56. | 114.  | 1. září 2016       | Estadio Malvinas Argentinas, Mendoza, Argentina                 | Uruguay             | 1:0   | 1:0         | Kvalifikace na Mistrovství světa 2018  | [ 250 ] |
| 57. | 116.  | 15. listopadu 2016 | Estadio San Juan del Bicentenario, San Juan, Argentina          | Kolumbie            | 1:0   | 3:0         | Kvalifikace na Mistrovství světa 2018  | [ 251 ] |
| 58. | 117.  | 23. března 2017    | Estadio Antonio V. Liberti, Buenos Aires, Argentina             | Chile               | 1:0   | 1:0         | Kvalifikace na Mistrovství světa 2018  | [ 252 ] |
| 59. | 121.  | 10. října 2017     | Estadio Olímpico Atahualpa, Quito, Ekvádor                      | Ekvádor             | 1:1   | 3:1         | Kvalifikace na Mistrovství světa 2018  | [ 253 ] |
| 60. | 121.  | 10. října 2017     | Estadio Olímpico Atahualpa, Quito, Ekvádor                      | Ekvádor             | 2:1   | 3:1         | Kvalifikace na Mistrovství světa 2018  | [ 253 ] |
| 61. | 121.  | 10. října 2017     | Estadio Olímpico Atahualpa, Quito, Ekvádor                      | Ekvádor             | 3:1   | 3:1         | Kvalifikace na Mistrovství světa 2018  | [ 253 ] |
| 62. | 124.  | 29. května 2018    | La Bombonera, Buenos Aires, Argentina                           | Haiti               | 1:0   | 4:0         | Přátelský zápas                        | [ 254 ] |
| 63. | 124.  | 29. května 2018    | La Bombonera, Buenos Aires, Argentina                           | Haiti               | 2:0   | 4:0         | Přátelský zápas                        | [ 254 ] |
| 64. | 124.  | 29. května 2018    | La Bombonera, Buenos Aires, Argentina                           | Haiti               | 3:0   | 4:0         | Přátelský zápas                        | [ 254 ] |
| 65. | 127.  | 26. června 2018    | Krestovskij stadion, Petrohrad, Rusko                           | Nigérie             | 1:0   | 2:1         | Mistrovství světa 2018                 | [ 255 ] |
| 66. | 130.  | 7. června 2019     | Estadio San Juan del Bicentenario, San Juan, Argentina          | Nikaragua           | 1:0   | 5:1         | Přátelský zápas                        | [ 256 ] |
| 67. | 130.  | 7. června 2019     | Estadio San Juan del Bicentenario, San Juan, Argentina          | Nikaragua           | 2:0   | 5:1         | Přátelský zápas                        | [ 256 ] |
| 68. | 132.  | 19. června 2019    | Estádio Mineirão, Belo Horizonte, Brazílie                      | Paraguay            | 1:1   | 1:1         | Copa América 2019                      | [ 257 ] |
| 69. | 137.  | 15. listopadu 2019 | King Saud University Stadium, Rijád, Saúdská Arábie             | Brazílie            | 1:0   | 1:0         | Superclásico de las Américas 2019      | [ 258 ] |
| 70. | 138.  | 18. listopadu 2019 | Bloomfield Stadium, Tel Aviv, Izrael                            | Uruguay             | 2:2   | 2:2         | Přátelský zápas                        | [ 259 ] |
| 71. | 139.  | 8. října 2020      | La Bombonera, Buenos Aires, Argentina                           | Ekvádor             | 1:0   | 1:0         | Kvalifikace na Mistrovství světa 2022. | [ 260 ] |
| 72. | 143.  | 3. června 2021     | Estadio Único Madre de Ciudades, Santiago del Estero, Argentina | Chile               | 1:0   | 1:1         | Kvalifikace na Mistrovství světa 2022. | [ 261 ] |
| 73. | 145.  | 14. června 2021    | Estádio Olímpico Nilton Santos, Rio de Janeiro, Brazílie        | Chile               | 1:0   | 1:1         | Copa América 2021                      | [ 262 ] |
| 74. | 148.  | 28. června 2021    | Arena Pantanal, Cuiabá, Brazílie                                | Bolívie             | 2:0   | 4:1         | Copa América 2021                      | [ 263 ] |
| 75. | 148.  | 28. června 2021    | Arena Pantanal, Cuiabá, Brazílie                                | Bolívie             | 3:0   | 4:1         | Copa América 2021                      | [ 263 ] |
| 76. | 149.  | 3. července 2021   | Estádio Olímpico Pedro Ludovico, Goiânia, Brazílie              | Ekvádor             | 3:0   | 3:0         | Copa América 2021                      | [ 264 ] |
| 77. | 153.  | 9. září 2021       | Estadio Antonio V. Liberti, Buenos Aires, Argentina             | Bolívie             | 1:0   | 3:0         | Kvalifikace na mistrovství světa 2022  | [ 265 ] |
| 78. | 153.  | 9. září 2021       | Estadio Antonio V. Liberti, Buenos Aires, Argentina             | Bolívie             | 2:0   | 3:0         | Kvalifikace na mistrovství světa 2022  | [ 265 ] |
| 79. | 153.  | 9. září 2021       | Estadio Antonio V. Liberti, Buenos Aires, Argentina             | Bolívie             | 3:0   | 3:0         | Kvalifikace na mistrovství světa 2022  | [ 265 ] |
| 80. | 155.  | 10. října 2021     | Estadio Antonio V. Liberti, Buenos Aires, Argentina             | Uruguay             | 1:0   | 3:0         | Kvalifikace na mistrovství světa 2022  | [ 266 ] |
| 81. | 159.  | 25. března 2022    | La Bombonera, Buenos Aires, Argentina                           | Venezuela           | 3:0   | 3:0         | Kvalifikace na mistrovství světa 2022  | [ 267 ] |
| 82. | 162.  | 5. června 2022     | Estadio El Sadar, Pamplona, Navarra, Španělsko                  | Estonsko            | 1:0   | 5:0         | Přátelský zápas                        | [ 268 ] |
| 83. | 162.  | 5. června 2022     | Estadio El Sadar, Pamplona, Navarra, Španělsko                  | Estonsko            | 2:0   | 5:0         | Přátelský zápas                        | [ 268 ] |
| 84. | 162.  | 5. června 2022     | Estadio El Sadar, Pamplona, Navarra, Španělsko                  | Estonsko            | 3:0   | 5:0         | Přátelský zápas                        | [ 268 ] |
| 85. | 162.  | 5. června 2022     | Estadio El Sadar, Pamplona, Navarra, Španělsko                  | Estonsko            | 4:0   | 5:0         | Přátelský zápas                        | [ 268 ] |
| 86. | 162.  | 5. června 2022     | Estadio El Sadar, Pamplona, Navarra, Španělsko                  | Estonsko            | 5:0   | 5:0         | Přátelský zápas                        | [ 268 ] |
| 87. | 163.  | 23. září 2022      | Hard Rock Stadium, Miami, USA                                   | Honduras            | 2:0   | 3:0         | Přátelský zápas                        | [ 269 ] |
| 88. | 163.  | 23. září 2022      | Hard Rock Stadium, Miami, USA                                   | Honduras            | 3:0   | 3:0         | Přátelský zápas                        | [ 269 ] |
| 89. | 164.  | 27. září 2022      | Red Bull Arena, Harrison, USA                                   | Jamajka             | 2:0   | 3:0         | Přátelský zápas                        | [ 270 ] |
| 90. | 164.  | 27. září 2022      | Red Bull Arena, Harrison, USA                                   | Jamajka             | 3:0   | 3:0         | Přátelský zápas                        | [ 270 ] |
| 91. | 165.  | 16. listopadu 2022 | Stadion Mohammeda bin Zayeda, Abú Zábí, SAE                     | SAE                 | 4:0   | 5:0         | Přátelský zápas                        | [ 271 ] |
| 92. | 166.  | 22. listopadu 2022 | Lusail Iconic Stadium, Lusail, Katar                            | Saúdská Arábie      | 1:0   | 1:2         | Mistrovství světa 2022                 | [ 272 ] |
| 93. | 167.  | 26. listopadu 2022 | Lusail Iconic Stadium, Lusail, Katar                            | Mexiko              | 1:0   | 2:0         | Mistrovství světa 2022                 | [ 273 ] |
| 94. | 169.  | 3. prosince 2022   | Stadion Ahmada bin Alího, Al Raján, Katar                       | Austrálie           | 1:0   | 2:1         | Mistrovství světa 2022                 | [ 274 ] |
| 95. | 170.  | 9. prosince 2022   | Lusail Iconic Stadium, Lusail, Katar                            | Nizozemsko          | 2:0   | 2:2 (4-3) p | Mistrovství světa 2022                 | [ 275 ] |
| 96. | 171.  | 13. prosince 2022  | Lusail Iconic Stadium, Lusail, Katar                            | Chorvatsko          | 1:0   | 3:0         | Mistrovství světa 2022                 | [ 276 ] |
| 97. | 172.  | 18. prosince 2022  | Lusail Iconic Stadium, Lusail, Katar                            | Francie             | 1:0   | 3:3 (4:2) p | Mistrovství světa 2022                 |         |
| 98. | 173.  | 18. prosince 2022  | Lusail Iconic Stadium, Lusail, Katar                            | Francie             | 3:2   | 3:3 (4:2) p | Mistrovství světa 2022                 |         |

## Mimo hřiště

### Osobní život
Messi byl jednu dobu spojován s Macarenou Lemos, ženou z jeho rodného města Rosaria. Řekl, že mu Macarenu představil její otec, když se Messi vrátil pár dní před MS 2006 léčit své zranění do Rosaria. V minulosti byl také spojován s argentinskou modelkou Lucianou Salazar. V lednu roku 2009 Messi pro TV stanici Canal 33 pronesl: „Mám přítelkyni, která žije v Argentině. Jsem uvolněný a šťastný.“ Byl viděn s Antonellou Roccuzzo na karnevalu v Sitges po derby mezi Barcelonou a Espanyolem. Roccuzzo pochází z Rosaria také. 2. června 2012 dal Messi gól na 4:0 v zápase mezi Argentinou a Ekvádorem v kvalifikaci na MS 2014. Při oslavě 23. gólu v argentinské reprezentaci si dal balon pod dres, jeho přítelkyně byla ve 12. týdnu těhotenství. Dne 2. listopadu 2012 se pak dvojice očekávaného syna dočkala a pojmenovala jej Thiago Messi Roccuzzo.
Messi má dva bratrance, hrající fotbal: Maxe a Emanuela Biancucchi, hrající za brazilskou Bahiu. Messiho příbuzným je také bývalý hráč Barcelony Bojan Krkić.[zdroj?]

### Charita
V roce 2007 založil Messi nadaci „Leo Messi Foundation“, podporující přístup ke vzdělání a zdravotní péči pro ohrožené děti. V návaznosti na Messiho zdravotní problémy z dětství nabídla jeho nadace argentinským dětem, kterým byla diagnostikována porucha růstu, transport do Španělska, zajištění zdravotní péče v nemocnici a plné hrazení léčby. Messiho nadace také podporuje jeho vlastní fundraisingové aktivity s podporou Herbalife.
11. března 2010 byl Messi UNICEFem vyhlášen vyslancem dobré vůle. Messiho aktivity jako vyslance UNICEFu byly zaměřeny na podporu dětských práv. Messi je v tomto plně podporován Barcelonou, která také spolupracuje s UNICEFem.

### Bohatství
V březnu roku 2010 byl začleněn časopisem France Football do čela žebříčku nejbohatších fotbalistů světa, před Davida Beckhama a Cristiana Ronalda, s příjmem 33 milionů eur z platu, bonusů a mimofotbalových příjmů. Jeho čisté jmění se odhaduje na 110 miliónů dolarů.
Na konci ledna roku 2021 vypátral deník El Mundo a uveřejnil výši Messiho smlouvy v Barceloně. Čtyřletou smlouvou, kterou hráč podepsal roku 2017, si měl přijít až na 555 milionů eur (14,4 miliardy korun). Podle deníku mělo jít o nejdražší sportovní smlouvu v historii sportu.

### Média
Messi byl na obalech her Pro Evolution Soccer 2009 a Pro Evolution Soccer 2011 a je také zapojen do propagačních kampaní těchto her. Messi je spolu s Fernando Torresem tváří Pro Evolution Soccer 2010, a také se podíleli na traileru. V listopadu roku 2011 se Messi stal novou tváří konkurenční hry FIFA.
Messi je sponzorován německou značkou Adidas a účinkuje v jejich televizních reklamách. V červnu 2010 Messi také podepsal tříletou smlouvu s Herbalife.
Messi byl dvakrát nominován do rubriky Time 100, což je žebříček nejvlivnějších lidí světa, konkrétně v roce 2011 a v roce 2012.
V dubnu 2011 spustil Messi svou oficiální Facebookovou stránku a během pár hodin měl více než 6 milionů fanoušků. V březnu 2012 měla jeho stránka přes 33 milionů fanoušků.

### Krácení daní
V létě 2016 mu společně s jeho otcem Jorgem Horaciem Messim vyměřil španělský soud trest vězení 21 měsíců podmíněně za krácení daní. K daňovým podvodům mělo docházet v letech 2007–2009.

## Úspěchy

### Klubové
- 10× vítěz Primera División (2004/05, 2005/06, 2008/09, 2009/10, 2010/11, 2012/13, 2014/15, 2015/16, 2017/18, 2018/19)
- 2× vítěz Ligue 1 (2021/22, 2022/23)
- 1× vítěz Leagues cup (2023)
- 1× vítěz Trophée des champions (2022/23)
- 6× vítěz Copa del Rey (2008/09, 2011/12, 2014/15, 2015/16, 2016/17, 2017/18. 2020/21)
- 8× vítěz Supercopa de España (2005, 2006, 2009, 2010, 2011, 2013, 2016, 2018)
- 4× vítěz Ligy mistrů UEFA (2005/06, 2008/09, 2010/11, 2014/15)
- 3× vítěz Superpoháru UEFA (2009, 2011, 2015)
- 3× vítěz MS klubů (2009, 2011, 2015)[289]

### Reprezentační
- 1× zlato z MS U20 (2005)
- 1× zlato z OH (2008)
- čtvrtfinále na MS 2010 v Jihoafrické republice
- 1× stříbro na MS 2014 v Brazílii
- 2× zlato na Copa América (2021 v Brazílii a 2024 v USA)
- 3× stříbro na Copa América (2007, 2015, 2016)
- 1× vítězství na Finalissima (2022)[201]

### Individuální ocenění
- 8× Zlatý míč/Zlatý míč FIFA (2009, 2010, 2011, 2012, 2015, 2019, 2021, 2023)[2]
- 6× Zlatá kopačka (2009/10, 2011/12, 2012/13, 2016/17, 2017/18, 2018/19)[3]
- 8× Nejlepší fotbalista FIFA (2009, 2010, 2011, 2012, 2015, 2019, 2022, 2023)[289]
- 1× Fotbalista roku (2009)
- 1× Klubový fotbalista roku podle UEFA (2008/09)[290]
- 3× Cena UEFA nejlepší hráč Evropy (2009, 2011, 2015[289]
- 8× Nejlepší střelec španělské La Ligy / Trofeo Pichichi (2009/10, 2011/12, 2012/13, 2016/17, 2017/18, 2018/19, 2019/20, 2020/21)[291]
- 3× fotbalista Argentiny (2005, 2007, 2009)
- 1× Cena Golden Boy (2005)
- 1× Cena Bravo (2007)[292]
- 2× nejlepší zahraniční fotbalista španělské ligy (2006/07, 2008/09)
- Sestava sezóny Ligy mistrů UEFA – 2014/15,[293] 2015/16,[294] 2016/17,[295] 2017/18,[296] 2018/19,[297] 2019/20,[298] 2020/21[299]
- 6× nejlepší střelec Ligy mistrů UEFA (2008/09, 2009/10, 2010/11, 2011/12, 2014/15, 2018/19)
- Zvolen nejlepším sportovcem roku 2011 (Šampión šampiónů) deníkem L'Equipe.
- Zvolen nejlepší hráčem MS 2014 (získal Adidas Golden Ball)
- 2× Světová sportovní cena Laureus – Sportovec roku (2020 s Lewisem Hamiltonem, 2023)[300][301]